# Interlands Zuid-Koreaans voetbalelftal 2010-2019
Deze pagina toont een chronologisch en gedetailleerd overzicht van de interlands die het Zuid-Koreaans voetbalelftal speelt en heeft gespeeld in de periode 2010 – 2019.

## Interlands

### 2010
|                                                                |                                                                          |       |                                   |                                                                                  |
| 9 januari Vriendschappelijk № 786 «onderlinge duels» 15:30 uur | Zambia                                                                   | 4 – 2 | Zuid-Korea                        | Randstadion, Johannesburg Toeschouwers: 2.000 Scheidsrechter: Victor Gomes (RSA) |
| 9 januari Vriendschappelijk № 786 «onderlinge duels» 15:30 uur | Felix Katongo 7' Rainford Kalaba 15' James Chamanga 58' Noah Chivuta 73' |       | 35' Kim Jung-woo 83' Koo Ja-cheol | Randstadion, Johannesburg Toeschouwers: 2.000 Scheidsrechter: Victor Gomes (RSA) |

|                                                                 |                                   |       |         |                                                                                     |
| 18 januari Vriendschappelijk № 787 «onderlinge duels» 14:30 uur | Zuid-Korea                        | 2 – 0 | Finland | Estadio La Rosaleda, Málaga Toeschouwers: 270 Scheidsrechter: David Fernández (ESP) |
| 18 januari Vriendschappelijk № 787 «onderlinge duels» 14:30 uur | Oh Beom-seok 39' Lee Jung-soo 61' |       |         | Estadio La Rosaleda, Málaga Toeschouwers: 270 Scheidsrechter: David Fernández (ESP) |

|                                                                 |                  |       |         |                                                                                                  |
| 22 januari Vriendschappelijk № 788 «onderlinge duels» 16:00 uur | Zuid-Korea       | 1 – 0 | Letland | Estadio Ciudad de Málaga, Málaga Toeschouwers: 150 Scheidsrechter: Carlos Velasco Carballo (ESP) |
| 22 januari Vriendschappelijk № 788 «onderlinge duels» 16:00 uur | Kim Jae-sung 55' |       |         | Estadio Ciudad de Málaga, Málaga Toeschouwers: 150 Scheidsrechter: Carlos Velasco Carballo (ESP) |

|                                                                            |                                                                                          |       |          |                                                                               |
| 7 februari Oost-Aziatisch kampioenschap № 789 «onderlinge duels» 19:15 uur | Zuid-Korea                                                                               | 5 – 0 | Hongkong | Olympisch Stadion, Tokio Toeschouwers: 2.728 Scheidsrechter: Ryuji Sato (JPN) |
| 7 februari Oost-Aziatisch kampioenschap № 789 «onderlinge duels» 19:15 uur | Kim Jung-woo 10' Gu Ja-cheol 24' Lee Dong-gook 32' Lee Seung-ryul 37' No Byung-jun 90+3' |       |          | Olympisch Stadion, Tokio Toeschouwers: 2.728 Scheidsrechter: Ryuji Sato (JPN) |

|                                                                             |                                          |       |            |                                                                               |
| 10 februari Oost-Aziatisch kampioenschap № 790 «onderlinge duels» 19:15 uur | China                                    | 3 – 0 | Zuid-Korea | Olympisch Stadion, Tokio Toeschouwers: 3.629 Scheidsrechter: Ng Kai Lam (HKG) |
| 10 februari Oost-Aziatisch kampioenschap № 790 «onderlinge duels» 19:15 uur | Yu Hai 5' Gao Lin 27' Deng Zhuoxiang 60' |       |            | Olympisch Stadion, Tokio Toeschouwers: 3.629 Scheidsrechter: Ng Kai Lam (HKG) |

|                                                                             |                          |       |                                                              |                                                                                      |
| 14 februari Oost-Aziatisch kampioenschap № 791 «onderlinge duels» 18:15 uur | Japan                    | 1 – 3 | Zuid-Korea                                                   | Olympisch Stadion, Tokio Toeschouwers: 42.951 Scheidsrechter: Strebre Delovski (AUS) |
| 14 februari Oost-Aziatisch kampioenschap № 791 «onderlinge duels» 18:15 uur | Yasuhito Endō 23' (pen.) |       | 33' (pen.) Lee Dong-gook 39' Lee Seung-yeul 70' Kim Jae-sung | Olympisch Stadion, Tokio Toeschouwers: 42.951 Scheidsrechter: Strebre Delovski (AUS) |

|                                                              |           |                                   |            |                                                                              |
| 3 maart Vriendschappelijk № 792 «onderlinge duels» 17:00 uur | Ivoorkust | 0 – 2                             | Zuid-Korea | Loftus Road, Londen Toeschouwers: 6.000 Scheidsrechter: André Marriner (ENG) |
| 3 maart Vriendschappelijk № 792 «onderlinge duels» 17:00 uur |           | 4' Lee Dong-gook 90' Kwak Tae-hwi |            | Loftus Road, Londen Toeschouwers: 6.000 Scheidsrechter: André Marriner (ENG) |

|                                                             |                                       |       |         |                                                                                              |
| 16 mei Vriendschappelijk № 793 «onderlinge duels» 19:00 uur | Zuid-Korea                            | 2 – 0 | Ecuador | Seoul World Cupstadion, Seoel Toeschouwers: 65.000 Scheidsrechter: Porached Wongkamdee (THA) |
| 16 mei Vriendschappelijk № 793 «onderlinge duels» 19:00 uur | Lee Seung-ryul 70' Lee Chung-yong 84' |       |         | Seoul World Cupstadion, Seoel Toeschouwers: 65.000 Scheidsrechter: Porached Wongkamdee (THA) |

|                                                             |       |                                     |            |                                                                                   |
| 24 mei Vriendschappelijk № 794 «onderlinge duels» 19:20 uur | Japan | 0 – 2                               | Zuid-Korea | Saitamastadion, Saitama Toeschouwers: 57.873 Scheidsrechter: Stuart Attwell (ENG) |
| 24 mei Vriendschappelijk № 794 «onderlinge duels» 19:20 uur |       | 15' Park Ji-sung 90' Park Cho-young |            | Saitamastadion, Saitama Toeschouwers: 57.873 Scheidsrechter: Stuart Attwell (ENG) |

|                                                             |                    |       |            |                                                                                     |
| 30 mei Vriendschappelijk № 795 «onderlinge duels» 14:00 uur | Wit-Rusland        | 1 – 0 | Zuid-Korea | Kufstein Arena, Kufstein Toeschouwers: 1.000 Scheidsrechter: Bernhard Brugger (AUT) |
| 30 mei Vriendschappelijk № 795 «onderlinge duels» 14:00 uur | Sergej Kisljak 53' |       |            | Kufstein Arena, Kufstein Toeschouwers: 1.000 Scheidsrechter: Bernhard Brugger (AUT) |

|                                                             |            |                 |        |                                                                                       |
| 3 juni Vriendschappelijk № 796 «onderlinge duels» 18:00 uur | Zuid-Korea | 0 – 1           | Spanje | Tivoli Neu, Innsbruck Toeschouwers: 17.000 Scheidsrechter: Robert Schörgenhofer (AUT) |
| 3 juni Vriendschappelijk № 796 «onderlinge duels» 18:00 uur |            | 87' Jesús Navas |        | Tivoli Neu, Innsbruck Toeschouwers: 17.000 Scheidsrechter: Robert Schörgenhofer (AUT) |

| WK voetbal 2010 |
| --------------- |

|                                                            |                                  |       |             | |
| 12 juni WK 2010 Groep B № 797 «onderlinge duels» 13:30 uur | Zuid-Korea                       | 2 – 0 | Griekenland | Nelson Mandelabaaistadion, Port Elizabeth Toeschouwers: 31.513 Scheidsrechter: Michael Hester (NZL) |
| 12 juni WK 2010 Groep B № 797 «onderlinge duels» 13:30 uur | Lee Jung-soo 7' Park Ji-sung 53' |       |             | Nelson Mandelabaaistadion, Port Elizabeth Toeschouwers: 31.513 Scheidsrechter: Michael Hester (NZL) |

|                                                            |                                                                                       |       |                    |                                                                                         |
| 17 juni WK 2010 Groep B № 798 «onderlinge duels» 13:30 uur | Argentinië                                                                            | 4 – 1 | Zuid-Korea         | Soccer City, Johannesburg Toeschouwers: 82.174 Scheidsrechter: Frank De Bleeckere (BEL) |
| 17 juni WK 2010 Groep B № 798 «onderlinge duels» 13:30 uur | Park Chu-young 17' (e.d.) Gonzalo Higuaín 33' Gonzalo Higuaín 76' Gonzalo Higuaín 80' |       | 45' Lee Chung-yong | Soccer City, Johannesburg Toeschouwers: 82.174 Scheidsrechter: Frank De Bleeckere (BEL) |

|                                                            |                                           |       |                                     |                                                                                              |
| 22 juni WK 2010 Groep B № 799 «onderlinge duels» 20:30 uur | Nigeria                                   | 2 – 2 | Zuid-Korea                          | Moses Mabhidastadion, Durban Toeschouwers: 61.874 Scheidsrechter: Olegario Benquerença (POR) |
| 22 juni WK 2010 Groep B № 799 «onderlinge duels» 20:30 uur | Kalu Uche 12' Yakubu Aiyegbeni 69' (pen.) |       | 38' Lee Jung-soo 49' Park Chu-young | Moses Mabhidastadion, Durban Toeschouwers: 61.874 Scheidsrechter: Olegario Benquerença (POR) |

|                                                                   |                                |       |                    | |
| 26 juni WK 2010 Achtste finale № 800 «onderlinge duels» 16:00 uur | Uruguay                        | 2 – 1 | Zuid-Korea         | Nelson Mandelabaaistadion, Port Elizabeth Toeschouwers: 30.597 Scheidsrechter: Wolfgang Stark (GER) |
| 26 juni WK 2010 Achtste finale № 800 «onderlinge duels» 16:00 uur | Luis Suárez 8' Luis Suárez 80' |       | 68' Lee Chung-yong | Nelson Mandelabaaistadion, Port Elizabeth Toeschouwers: 30.597 Scheidsrechter: Wolfgang Stark (GER) |

|  |  |  |  |  |  |  |  |  |

|                                                                  |                                     |       |                      |                                                                                           |
| 11 augustus Vriendschappelijk № 801 «onderlinge duels» 21:00 uur | Zuid-Korea                          | 2 – 1 | Nigeria              | Suwon World Cupstadion, Seoel Toeschouwers: 40.331 Scheidsrechter: Yuichi Nishimura (JPN) |
| 11 augustus Vriendschappelijk № 801 «onderlinge duels» 21:00 uur | Yoon Bit-garam 17' Choi Hyo-jin 44' |       | 26' Peter Odemwingie | Suwon World Cupstadion, Seoel Toeschouwers: 40.331 Scheidsrechter: Yuichi Nishimura (JPN) |

|                                                                  |            |                    |      |                                                                                         |
| 7 september Vriendschappelijk № 802 «onderlinge duels» 20:00 uur | Zuid-Korea | 0 – 1              | Iran | Seoul World Cupstadion, Seoel Toeschouwers: 38.642 Scheidsrechter: Kim Jong-hyeok (KOR) |
| 7 september Vriendschappelijk № 802 «onderlinge duels» 20:00 uur |            | 35' Masoud Shojaei |      | Seoul World Cupstadion, Seoel Toeschouwers: 38.642 Scheidsrechter: Kim Jong-hyeok (KOR) |

|                                                                 |            |       |       |                                                                                          |
| 12 oktober Vriendschappelijk № 803 «onderlinge duels» 20:00 uur | Zuid-Korea | 0 – 0 | Japan | Seoul World Cupstadion, Seoel Toeschouwers: 62.503 Scheidsrechter: Ravshan Irmatov (UZB) |
| 12 oktober Vriendschappelijk № 803 «onderlinge duels» 20:00 uur |            |       |       | Seoul World Cupstadion, Seoel Toeschouwers: 62.503 Scheidsrechter: Ravshan Irmatov (UZB) |

|                                                                  |       |                 |            |                                                                    |
| 30 december Vriendschappelijk № 804 «onderlinge duels» 13:00 uur | Syrië | 0 – 1           | Zuid-Korea | Baniyasstadion, Abu Dhabi Scheidsrechter: Fareed Al-Marzouqi (VAE) |
| 30 december Vriendschappelijk № 804 «onderlinge duels» 13:00 uur |       | 83' Ji Dong-won |            | Baniyasstadion, Abu Dhabi Scheidsrechter: Fareed Al-Marzouqi (VAE) |

### 2011
| Aziatisch kampioenschap voetbal 2011 |
| ------------------------------------ |

|                                                                               |                                   |       |                         |                                                                                            |
| 10 januari Aziatisch kampioenschap Groep C № 805 «onderlinge duels» 19:15 uur | Zuid-Korea                        | 2 – 1 | Bahrein                 | Thani bin Jassimstadion, Doha Toeschouwers: 6.669 Scheidsrechter: Abdullah Al-Hilali (OMA) |
| 10 januari Aziatisch kampioenschap Groep C № 805 «onderlinge duels» 19:15 uur | Koo Ja-cheol 40' Koo Ja-cheol 52' |       | 86' (pen.) Faouzi Aaish | Thani bin Jassimstadion, Doha Toeschouwers: 6.669 Scheidsrechter: Abdullah Al-Hilali (OMA) |

|                                                                               |                  |       |                  |                                                                                            |
| 14 januari Aziatisch kampioenschap Groep C № 806 «onderlinge duels» 16:15 uur | Australië        | 1 – 1 | Zuid-Korea       | Thani bin Jassimstadion, Doha Toeschouwers: 15.526 Scheidsrechter: Abdulrahman Abdou (QAT) |
| 14 januari Aziatisch kampioenschap Groep C № 806 «onderlinge duels» 16:15 uur | Mile Jedinak 62' |       | 24' Koo Ja-cheol | Thani bin Jassimstadion, Doha Toeschouwers: 15.526 Scheidsrechter: Abdulrahman Abdou (QAT) |

|                                                                               |                                                                  |       |                          | |
| 18 januari Aziatisch kampioenschap Groep C № 807 «onderlinge duels» 16:15 uur | Zuid-Korea                                                       | 4 – 1 | India                    | Thani bin Jassimstadion, Doha Toeschouwers: 11.366 Scheidsrechter: Khalil Al Ghamdi (Saoedi-Arabië) |
| 18 januari Aziatisch kampioenschap Groep C № 807 «onderlinge duels» 16:15 uur | Ji Dong-won 6' Koo Ja-cheol 9' Ji Dong-won 23' Son Heung-min 81' |       | 12' (pen.) Sunil Chhetri | Thani bin Jassimstadion, Doha Toeschouwers: 11.366 Scheidsrechter: Khalil Al Ghamdi (Saoedi-Arabië) |

|                                                                                   |      |                       |            |                                                                                         |
| 22 januari Aziatisch kampioenschap Kwartfinale № 808 «onderlinge duels» 19:30 uur | Iran | 0 – 1 (n.v.)          | Zuid-Korea | Suheim Bin Hamadstadion, Doha Toeschouwers: 7.111 Scheidsrechter: Ravshan Irmatov (UZB) |
| 22 januari Aziatisch kampioenschap Kwartfinale № 808 «onderlinge duels» 19:30 uur |      | 105+2' Yoon Bit-garam |            | Suheim Bin Hamadstadion, Doha Toeschouwers: 7.111 Scheidsrechter: Ravshan Irmatov (UZB) |

|                                                                                    |                                                              |              |                                            |                                                                                           |
| 25 januari Aziatisch kampioenschap Halve finale № 809 «onderlinge duels» 16:25 uur | Japan                                                        | 2 – 2 (n.v.) | Zuid-Korea                                 | Thani bin Jassimstadion, Doha Toeschouwers: 16.171 Scheidsrechter: Khalil Al Ghamdi (KSA) |
| 25 januari Aziatisch kampioenschap Halve finale № 809 «onderlinge duels» 16:25 uur | Ryoichi Maeda 36' Hajime Hosogai 97'                         |              | 23' (pen.) Ki Sung-yong 120' Hwang Jae-won | Thani bin Jassimstadion, Doha Toeschouwers: 16.171 Scheidsrechter: Khalil Al Ghamdi (KSA) |
| 25 januari Aziatisch kampioenschap Halve finale № 809 «onderlinge duels» 16:25 uur | Strafschoppen                                                |              |                                            | Thani bin Jassimstadion, Doha Toeschouwers: 16.171 Scheidsrechter: Khalil Al Ghamdi (KSA) |
| 25 januari Aziatisch kampioenschap Halve finale № 809 «onderlinge duels» 16:25 uur | Yosuke Kashiwagi Shinji Okazaki Yuto Nagatomo Yasuyuki Konno | 3 – 0        | Koo Ja-cheol Lee Yong-rae Hong Jeong-ho    | Thani bin Jassimstadion, Doha Toeschouwers: 16.171 Scheidsrechter: Khalil Al Ghamdi (KSA) |

|                                                                                    |                                                  |       |                                                    |                                                                                            |
| 28 januari Aziatisch kampioenschap Troostfinale № 810 «onderlinge duels» 18:00 uur | Zuid-Korea                                       | 3 – 2 | Oezbekistan                                        | Jassim bin Hamadstadion, Doha Toeschouwers: 8.199 Scheidsrechter: Abdul Malik Bashir (SIN) |
| 28 januari Aziatisch kampioenschap Troostfinale № 810 «onderlinge duels» 18:00 uur | Koo Ja-cheol 17' Ji Dong-won 28' Ji Dong-won 39' |       | 45' (pen.) Aleksandr Geynrix 54' Aleksandr Geynrix | Jassim bin Hamadstadion, Doha Toeschouwers: 8.199 Scheidsrechter: Abdul Malik Bashir (SIN) |

|  |  |  |  |  |  |  |  |  |

|                                                                 |         |       |            |                                                                                            |
| 9 februari Vriendschappelijk № 811 «onderlinge duels» 18:00 uur | Turkije | 0 – 0 | Zuid-Korea | Hüseyin Avni Akerstadion, Trabzon Toeschouwers: 12.000 Scheidsrechter: Sergiej Bojko (UKR) |
| 9 februari Vriendschappelijk № 811 «onderlinge duels» 18:00 uur |         |       |            | Hüseyin Avni Akerstadion, Trabzon Toeschouwers: 12.000 Scheidsrechter: Sergiej Bojko (UKR) |

|                                                               |                                                                     |       |          |                                                                                     |
| 25 maart Vriendschappelijk № 812 «onderlinge duels» 19:00 uur | Zuid-Korea                                                          | 4 – 0 | Honduras | Seoul World Cupstadion, Seoel Toeschouwers: 31.224 Scheidsrechter: Ryuji Sato (JPN) |
| 25 maart Vriendschappelijk № 812 «onderlinge duels» 19:00 uur | Lee Jung-soo 28' Kim Jung-woo 44' Park Chu-young 83' Lo Keun-ho 90' |       |          | Seoul World Cupstadion, Seoel Toeschouwers: 31.224 Scheidsrechter: Ryuji Sato (JPN) |

|                                                             |                                       |       |                      |                                                                                         |
| 3 juni Vriendschappelijk № 813 «onderlinge duels» 20:00 uur | Zuid-Korea                            | 2 – 1 | Servië               | Seoul World Cupstadion, Seoel Toeschouwers: 40.000 Scheidsrechter: Ali Al-Badwawi (UAE) |
| 3 juni Vriendschappelijk № 813 «onderlinge duels» 20:00 uur | Park Chu-young 10' Kim Young-kwon 54' |       | 87' Radosav Petrović | Seoul World Cupstadion, Seoel Toeschouwers: 40.000 Scheidsrechter: Ali Al-Badwawi (UAE) |

|                                                             |                                  |       |                  |                                                                                            |
| 7 juni Vriendschappelijk № 814 «onderlinge duels» 20:00 uur | Zuid-Korea                       | 2 – 1 | Ghana            | Jeonju World Cupstadion, Jeonju Toeschouwers: 41.271 Scheidsrechter: Ravshan Irmatov (UZB) |
| 7 juni Vriendschappelijk № 814 «onderlinge duels» 20:00 uur | Ji Dong-won 10' Koo Ja-cheol 90' |       | 63' Asamoah Gyan | Jeonju World Cupstadion, Jeonju Toeschouwers: 41.271 Scheidsrechter: Ravshan Irmatov (UZB) |

|                                                                  |                                                       |       |            |                                                                                  |
| 10 augustus Vriendschappelijk № 815 «onderlinge duels» 18:30 uur | Japan                                                 | 3 – 0 | Zuid-Korea | Sapporo Dome, Sapporo Toeschouwers: 38.263 Scheidsrechter: Ravshan Irmatov (ENG) |
| 10 augustus Vriendschappelijk № 815 «onderlinge duels» 18:30 uur | Shinji Kagawa 34' Keisuke Honda 52' Shinji Kagawa 54' |       |            | Sapporo Dome, Sapporo Toeschouwers: 38.263 Scheidsrechter: Ravshan Irmatov (ENG) |

|                                                                             | |       |         |                                                                                     |
| 2 september Kwalificatie WK 2014 Groep B № 816 «onderlinge duels» 21:00 uur | Zuid-Korea                                                                                               | 6 – 0 | Libanon | Goyangstadion, Goyang Toeschouwers: 37.655 Scheidsrechter: Abdul Malik Bashir (SIN) |
| 2 september Kwalificatie WK 2014 Groep B № 816 «onderlinge duels» 21:00 uur | Park Chu-young 7' Park Chu-young 45' Ji Dong-won 66' Park Chu-young 67' Kim Jung-woo 82' Ji Dong-won 85' |       |         | Goyangstadion, Goyang Toeschouwers: 37.655 Scheidsrechter: Abdul Malik Bashir (SIN) |

|                                                                             |                   |       |                   |                                                                                             |
| 6 september Kwalificatie WK 2014 Groep B № 817 «onderlinge duels» 20:00 uur | Koeweit           | 1 – 1 | Zuid-Korea        | Al-Sadaqua Walsalamstadion, Koeweit Toeschouwers: 20.000 Scheidsrechter: Mohsen Torky (IRN) |
| 6 september Kwalificatie WK 2014 Groep B № 817 «onderlinge duels» 20:00 uur | Hussain Fadel 54' |       | 9' Park Chu-young | Al-Sadaqua Walsalamstadion, Koeweit Toeschouwers: 20.000 Scheidsrechter: Mohsen Torky (IRN) |

|                                                                |                                       |       |                                                 |                                                                                          |
| 7 oktober Vriendschappelijk № 818 «onderlinge duels» 13:00 uur | Zuid-Korea                            | 2 – 2 | Polen                                           | Seoul World Cupstadion, Seoel Toeschouwers: 40.000 Scheidsrechter: Nawaf Shukralla (BHR) |
| 7 oktober Vriendschappelijk № 818 «onderlinge duels» 13:00 uur | Park Chu-young 66' Park Chu-young 76' |       | 29' Robert Lewandowski 83' Jakub Błaszczykowski | Seoul World Cupstadion, Seoel Toeschouwers: 40.000 Scheidsrechter: Nawaf Shukralla (BHR) |

|                                                                            |                                                |       |                              |                                                                                  |
| 11 oktober Kwalificatie WK 2014 Groep B № 819 «onderlinge duels» 21:00 uur | Zuid-Korea                                     | 2 – 1 | Verenigde Arabische Emiraten | Suwon World Cupstadion, Suwon Toeschouwers: 28.689 Scheidsrechter: Hai Tan (CHN) |
| 11 oktober Kwalificatie WK 2014 Groep B № 819 «onderlinge duels» 21:00 uur | Park Chu-young 55' Hamdan Al-Kamali 64' (e.d.) |       | 90' Ismail Matar             | Suwon World Cupstadion, Suwon Toeschouwers: 28.689 Scheidsrechter: Hai Tan (CHN) |

|                                                                             |                              |                                    |            |                                                                                 |
| 11 november Kwalificatie WK 2014 Groep B № 820 «onderlinge duels» 21:00 uur | Verenigde Arabische Emiraten | 0 – 2                              | Zuid-Korea | Al-Ahlistadion, Dubai Toeschouwers: 8.272 Scheidsrechter: Ravshan Irmatov (UZB) |
| 11 november Kwalificatie WK 2014 Groep B № 820 «onderlinge duels» 21:00 uur |                              | 88' Lee Keun-ho 90' Park Chu-young |            | Al-Ahlistadion, Dubai Toeschouwers: 8.272 Scheidsrechter: Ravshan Irmatov (UZB) |

|                                                                             |                                           |       |                         |                                                                                             |
| 15 november Kwalificatie WK 2014 Groep B № 821 «onderlinge duels» 13:30 uur | Libanon                                   | 2 – 1 | Zuid-Korea              | Camille Chamounstadion, Beiroet Toeschouwers: 35.000 Scheidsrechter: Khalil Al Ghamdi (KSA) |
| 15 november Kwalificatie WK 2014 Groep B № 821 «onderlinge duels» 13:30 uur | Ali Al-Saadi 4' Abbas Ali Atwi 32' (pen.) |       | 20' (pen.) Koo Ja-cheol | Camille Chamounstadion, Beiroet Toeschouwers: 35.000 Scheidsrechter: Khalil Al Ghamdi (KSA) |

### 2012
|                                                                  |                                                                         |       |                                                    |                                                                         |
| 25 februari Vriendschappelijk № 822 «onderlinge duels» 13:00 uur | Zuid-Korea                                                              | 4 – 2 | Oezbekistan                                        | Seoul World Cupstadion, Seoel Scheidsrechter: Chaiya Alee Mahapab (THA) |
| 25 februari Vriendschappelijk № 822 «onderlinge duels» 13:00 uur | Lee Dong-gook 19' Lee Dong-gook 45+1' Kim Chi-woo 46' Kim Chi-woo 90+1' |       | 79' Ibrahim Rakhimov 83' (pen.) Stanislav Andrejev | Seoul World Cupstadion, Seoel Scheidsrechter: Chaiya Alee Mahapab (THA) |

|                                                                             |                                   |       |         |                                                                                           |
| 29 februari Kwalificatie WK 2014 Groep B № 823 «onderlinge duels» 21:00 uur | Zuid-Korea                        | 2 – 0 | Koeweit | Seoul World Cupstadion, Seoel Toeschouwers: 46.551 Scheidsrechter: Yuichi Nishimura (JPN) |
| 29 februari Kwalificatie WK 2014 Groep B № 823 «onderlinge duels» 21:00 uur | Lee Dong-gook 66' Lee Keun-ho 72' |       |         | Seoul World Cupstadion, Seoel Toeschouwers: 46.551 Scheidsrechter: Yuichi Nishimura (JPN) |

|                                                             |                 |       |                                                                                 |                                                                              |
| 30 mei Vriendschappelijk № 824 «onderlinge duels» 20:00 uur | Zuid-Korea      | 1 – 4 | Spanje                                                                          | Stade de Suisse, Bern Toeschouwers: 10.220 Scheidsrechter: Alain Bieri (SUI) |
| 30 mei Vriendschappelijk № 824 «onderlinge duels» 20:00 uur | Kim Do-heon 43' |       | 11' Fernando Torres 53' (pen.) Xabi Alonso 58' Santi Cazorla 82' Álvaro Negredo | Stade de Suisse, Bern Toeschouwers: 10.220 Scheidsrechter: Alain Bieri (SUI) |

|                                                                        |                |       |                                                                    |                                                                                         |
| 8 juni Kwalificatie WK 2014 Groep A № 825 «onderlinge duels» 19:15 uur | Qatar          | 1 – 4 | Zuid-Korea                                                         | Jassim bin Hamadstadion, Doha Toeschouwers: 10.730 Scheidsrechter: Ali Al-Badwawi (VAE) |
| 8 juni Kwalificatie WK 2014 Groep A № 825 «onderlinge duels» 19:15 uur | Yousef Ali 22' |       | 26' Lee Keun-ho 55' Kwak Tae-hwi 64' Kim Shin-wook 80' Lee Keun-ho | Jassim bin Hamadstadion, Doha Toeschouwers: 10.730 Scheidsrechter: Ali Al-Badwawi (VAE) |

|                                                                         |                                                    |       |         |                                                                               |
| 12 juni Kwalificatie WK 2014 Groep A № 826 «onderlinge duels» 21:00 uur | Zuid-Korea                                         | 3 – 0 | Libanon | Goyangstadion, Goyang Toeschouwers: 36.756 Scheidsrechter: Masaaki Toma (JPN) |
| 12 juni Kwalificatie WK 2014 Groep A № 826 «onderlinge duels» 21:00 uur | Kim Bo-kyung 30' Kim Bo-kyung 48' Koo Ja-cheol 90' |       |         | Goyangstadion, Goyang Toeschouwers: 36.756 Scheidsrechter: Masaaki Toma (JPN) |

|                                                                  |                                 |       |                     |                                                                                  |
| 15 augustus Vriendschappelijk № 827 «onderlinge duels» 21:00 uur | Zuid-Korea                      | 2 – 1 | Zambia              | Fuzhoustadion, Fuzhou Toeschouwers: 16.606 Scheidsrechter: Nawaf Shukralla (BHR) |
| 15 augustus Vriendschappelijk № 827 «onderlinge duels» 21:00 uur | Lee Keun-ho 15' Lee Keun-ho 49' |       | 29' Emmanuel Mayuka | Fuzhoustadion, Fuzhou Toeschouwers: 16.606 Scheidsrechter: Nawaf Shukralla (BHR) |

|                                                                                           |                                              |       |                                                |                                                                                             |
| 11 september Kwalificatie WK 2014 Vierde ronde Groep A № 828 «onderlinge duels» 18:00 uur | Oezbekistan                                  | 2 – 2 | Zuid-Korea                                     | Pakhtakor Markaziystadion, Tasjkent Toeschouwers: 33.000 Scheidsrechter: Ben Williams (AUS) |
| 11 september Kwalificatie WK 2014 Vierde ronde Groep A № 828 «onderlinge duels» 18:00 uur | Ki Sung-yong 13' (e.d.) Sanzhar Tursunov 59' |       | 44' (e.d.) Artyom Filiposyan 57' Lee Dong-gook | Pakhtakor Markaziystadion, Tasjkent Toeschouwers: 33.000 Scheidsrechter: Ben Williams (AUS) |

|                                                                            |                    |       |            |                                                                                     |
| 16 oktober Kwalificatie WK 2014 Groep A № 829 «onderlinge duels» 20:00 uur | Iran               | 1 – 0 | Zuid-Korea | Azadistadion, Teheran Toeschouwers: 99.885 Scheidsrechter: Abdul Malik Bashir (SIN) |
| 16 oktober Kwalificatie WK 2014 Groep A № 829 «onderlinge duels» 20:00 uur | Javad Nekounam 76' |       |            | Azadistadion, Teheran Toeschouwers: 99.885 Scheidsrechter: Abdul Malik Bashir (SIN) |

|                                                                  |                   |       |                                              |                                                                               |
| 14 november Vriendschappelijk № 830 «onderlinge duels» 18:00 uur | Zuid-Korea        | 1 – 2 | Australië                                    | Hwaseongstadion, Hwaseong Toeschouwers: 21.618 Scheidsrechter: Zhe Wang (CHN) |
| 14 november Vriendschappelijk № 830 «onderlinge duels» 18:00 uur | Lee Dong-gook 12' |       | 44' Nikita Rukavytsya 88' Robert Cornthwaite | Hwaseongstadion, Hwaseong Toeschouwers: 21.618 Scheidsrechter: Zhe Wang (CHN) |

### 2013
|                                                                 |                                                                          |       |            |                                                                                 |
| 6 februari Vriendschappelijk № 831 «onderlinge duels» 15:00 uur | Kroatië                                                                  | 4 – 0 | Zuid-Korea | Craven Cottage, Fulham Toeschouwers: 4.000 Scheidsrechter: Michael Oliver (ENG) |
| 6 februari Vriendschappelijk № 831 «onderlinge duels» 15:00 uur | Mario Mandžukić 33' Darijo Srna 41' Nikica Jelavić 57' Mladen Petrić 85' |       |            | Craven Cottage, Fulham Toeschouwers: 4.000 Scheidsrechter: Michael Oliver (ENG) |

|                                                                          |                                   |       |                     |                                                                                           |
| 26 maart Kwalificatie WK 2014 Groep A № 832 «onderlinge duels» 19:00 uur | Zuid-Korea                        | 2 – 1 | Qatar               | Seoul World Cupstadion, Seoel Toeschouwers: 37.222 Scheidsrechter: Yuichi Nishimura (JPN) |
| 26 maart Kwalificatie WK 2014 Groep A № 832 «onderlinge duels» 19:00 uur | Lee Keun-ho 60' Son Heung-min 90' |       | 63' Khalfan Ibrahim | Seoul World Cupstadion, Seoel Toeschouwers: 37.222 Scheidsrechter: Yuichi Nishimura (JPN) |

|                                                                        |                    |       |                 |                                                                                        |
| 4 juni Kwalificatie WK 2014 Groep A № 833 «onderlinge duels» 19:00 uur | Libanon            | 1 – 1 | Zuid-Korea      | Camille Chamounstadion, Beiroet Toeschouwers: 8.430 Scheidsrechter: Ben Williams (AUS) |
| 4 juni Kwalificatie WK 2014 Groep A № 833 «onderlinge duels» 19:00 uur | Hassan Maatouk 12' |       | 90' Kim Chi-woo | Camille Chamounstadion, Beiroet Toeschouwers: 8.430 Scheidsrechter: Ben Williams (AUS) |

|                                                                         |                               |       |             |                                                                                      |
| 11 juni Kwalificatie WK 2014 Groep A № 834 «onderlinge duels» 20:00 uur | Zuid-Korea                    | 1 – 0 | Oezbekistan | Seoul World Cupstadion, Seoel Toeschouwers: 50.699 Scheidsrechter: Minoru Tōjō (JPN) |
| 11 juni Kwalificatie WK 2014 Groep A № 834 «onderlinge duels» 20:00 uur | Akmal Shorakhmedov 42' (e.d.) |       |             | Seoul World Cupstadion, Seoel Toeschouwers: 50.699 Scheidsrechter: Minoru Tōjō (JPN) |

|                                                                         |            |                         |      |                                                                              |
| 18 juni Kwalificatie WK 2014 Groep A № 835 «onderlinge duels» 21:00 uur | Zuid-Korea | 0 – 1                   | Iran | Ulsan Munsustadion, Ulsan Toeschouwers: 42.243 Scheidsrechter: Tan Hai (CHN) |
| 18 juni Kwalificatie WK 2014 Groep A № 835 «onderlinge duels» 21:00 uur |            | 60' Reza Ghoochannejhad |      | Ulsan Munsustadion, Ulsan Toeschouwers: 42.243 Scheidsrechter: Tan Hai (CHN) |

|                                                                         |            |       |           |                                                                                           |
| 20 juli Oost-Aziatisch kampioenschap № 836 «onderlinge duels» 19:00 uur | Zuid-Korea | 0 – 0 | Australië | Seoul World Cupstadion, Seoel Toeschouwers: 31.571 Scheidsrechter: Yuichi Nishimura (JPN) |
| 20 juli Oost-Aziatisch kampioenschap № 836 «onderlinge duels» 19:00 uur |            |       |           | Seoul World Cupstadion, Seoel Toeschouwers: 31.571 Scheidsrechter: Yuichi Nishimura (JPN) |

|                                                                         |       |       |       |                                                                                         |
| 24 juli Oost-Aziatisch kampioenschap № 837 «onderlinge duels» 21:00 uur | Japan | 0 – 0 | China | Hwaseongstadion, Hwaseong Toeschouwers: 23.675 Scheidsrechter: Valentin Kovalenko (UZB) |
| 24 juli Oost-Aziatisch kampioenschap № 837 «onderlinge duels» 21:00 uur |       |       |       | Hwaseongstadion, Hwaseong Toeschouwers: 23.675 Scheidsrechter: Valentin Kovalenko (UZB) |

|                                                                         |                |       |                                               |                                                                                  |
| 28 juli Oost-Aziatisch kampioenschap № 838 «onderlinge duels» 20:00 uur | Zuid-Korea     | 1 − 2 | Japan                                         | Olympisch Stadion, Seoel Toeschouwers: 47.258 Scheidsrechter: Ben Williams (AUS) |
| 28 juli Oost-Aziatisch kampioenschap № 838 «onderlinge duels» 20:00 uur | Yun Il-lok 33' |       | 24' Yoichiro Kakitani 90+1' Yoichiro Kakitani | Olympisch Stadion, Seoel Toeschouwers: 47.258 Scheidsrechter: Ben Williams (AUS) |

|                                                                  |            |       |      |                                                                                             |
| 14 augustus Vriendschappelijk № 839 «onderlinge duels» 20:00 uur | Zuid-Korea | 0 – 0 | Peru | Suwon World Cupstadion, Suwon Toeschouwers: 34.000 Scheidsrechter: Abdul Malik Bashir (SIN) |
| 14 augustus Vriendschappelijk № 839 «onderlinge duels» 20:00 uur |            |       |      | Suwon World Cupstadion, Suwon Toeschouwers: 34.000 Scheidsrechter: Abdul Malik Bashir (SIN) |

|                                                                  |                                                                                    |       |                     |                                                                                           |
| 6 september Vriendschappelijk № 840 «onderlinge duels» 21:00 uur | Zuid-Korea                                                                         | 4 – 1 | Haïti               | Sungui Arena Park, Incheon Toeschouwers: 13.624 Scheidsrechter: Chaiya Alee Mahapab (THA) |
| 6 september Vriendschappelijk № 840 «onderlinge duels» 21:00 uur | Son Heung-min 21' Koo Ja-cheol 50' (pen.) Lee Keun-ho 59' (pen.) Son Heung-min 73' |       | 45' Kervens Belfort | Sungui Arena Park, Incheon Toeschouwers: 13.624 Scheidsrechter: Chaiya Alee Mahapab (THA) |

|                                                                   |                   |       |                                     |                                                                                        |
| 10 september Vriendschappelijk № 841 «onderlinge duels» 13:00 uur | Zuid-Korea        | 1 – 2 | Kroatië                             | Jeonju World Cupstadion, Jeonju Toeschouwers: 30.000 Scheidsrechter: Minoru Tōjō (JPN) |
| 10 september Vriendschappelijk № 841 «onderlinge duels» 13:00 uur | Lee Keun-ho 90+4' |       | 65' Domagoj Vida 71' Nikola Kalinić | Jeonju World Cupstadion, Jeonju Toeschouwers: 30.000 Scheidsrechter: Minoru Tōjō (JPN) |

|                                                                 |            |                      |          |                                                                                          |
| 12 oktober Vriendschappelijk № 842 «onderlinge duels» 20:00 uur | Zuid-Korea | 0 – 2                | Brazilië | Seoul World Cupstadion, Seoel Toeschouwers: 65.300 Scheidsrechter: Ravshan Irmatov (UZB) |
| 12 oktober Vriendschappelijk № 842 «onderlinge duels» 20:00 uur |            | 44' Neymar 49' Oscar |          | Seoul World Cupstadion, Seoel Toeschouwers: 65.300 Scheidsrechter: Ravshan Irmatov (UZB) |

|                                                                 |                                                            |       |                  |                                                                                          |
| 15 oktober Vriendschappelijk № 843 «onderlinge duels» 21:00 uur | Zuid-Korea                                                 | 3 – 1 | Mali             | Seoul World Cupstadion, Seoel Toeschouwers: 65.300 Scheidsrechter: Ravshan Irmatov (UZB) |
| 15 oktober Vriendschappelijk № 843 «onderlinge duels» 21:00 uur | Koo Ja-cheol 38' (pen.) Son Heung-min 46' Kim Bo-kyung 57' |       | 26' Modibo Maïga | Seoul World Cupstadion, Seoel Toeschouwers: 65.300 Scheidsrechter: Ravshan Irmatov (UZB) |

|                                                                  |                                      |       |                  |                                                                                     |
| 15 november Vriendschappelijk № 844 «onderlinge duels» 20:00 uur | Zuid-Korea                           | 2 – 1 | Zwitserland      | Seoul World Cupstadion, Seoel Toeschouwers: 40.000 Scheidsrechter: Diego Abal (ARG) |
| 15 november Vriendschappelijk № 844 «onderlinge duels» 20:00 uur | Hong Jeong-ho 59' Lee Chung-yong 87' |       | 7' Pajtim Kasami | Seoul World Cupstadion, Seoel Toeschouwers: 40.000 Scheidsrechter: Diego Abal (ARG) |

|                                                                  |                                      |       |                  |                                                                             |
| 19 november Vriendschappelijk № 845 «onderlinge duels» 17:00 uur | Rusland                              | 2 – 1 | Zuid-Korea       | Zabeelstadion, Dubai Toeschouwers: 7.000 Scheidsrechter: Ahmad Hashmi (VAE) |
| 19 november Vriendschappelijk № 845 «onderlinge duels» 17:00 uur | Fjodor Smolov 12' Dmitri Tarasov 59' |       | 6' Kim Shin-wook | Zabeelstadion, Dubai Toeschouwers: 7.000 Scheidsrechter: Ahmad Hashmi (VAE) |

### 2014
|                                                                 |            |                  |            |                                                                                            |
| 25 januari Vriendschappelijk № 846 «onderlinge duels» 20:00 uur | Costa Rica | 0 – 1            | Zuid-Korea | Memorial Coliseum, Los Angeles Toeschouwers: 15.000 Scheidsrechter: Baldomero Toledo (USA) |
| 25 januari Vriendschappelijk № 846 «onderlinge duels» 20:00 uur |            | 9' Kim Shin-Wook |            | Memorial Coliseum, Los Angeles Toeschouwers: 15.000 Scheidsrechter: Baldomero Toledo (USA) |

|                                                                 |                                                                   |       |            |                                                                                    |
| 30 januari Vriendschappelijk № 847 «onderlinge duels» 20:00 uur | Mexico                                                            | 4 – 0 | Zuid-Korea | Alamodome, San Antonio Toeschouwers: 54.313 Scheidsrechter: Héctor Rodríguez (HON) |
| 30 januari Vriendschappelijk № 847 «onderlinge duels» 20:00 uur | Oribe Peralta 37' Alan Pulido 45' Alan Pulido 86' Alan Pulido 89' |       |            | Alamodome, San Antonio Toeschouwers: 54.313 Scheidsrechter: Héctor Rodríguez (HON) |

|                                                              |             |                                      |            |                                                                                               |
| 5 maart Vriendschappelijk № 849 «onderlinge duels» 19:00 uur | Griekenland | 0 – 2                                | Zuid-Korea | Georgios Karaiskákisstadion, Piraeus Toeschouwers: 4.000 Scheidsrechter: Ovidiu Haţegan (ROM) |
| 5 maart Vriendschappelijk № 849 «onderlinge duels» 19:00 uur |             | 18' Park Chu-young 55' Son Heung-min |            | Georgios Karaiskákisstadion, Piraeus Toeschouwers: 4.000 Scheidsrechter: Ovidiu Haţegan (ROM) |

|                                                             |            |                      |         |                                                                                          |
| 28 mei Vriendschappelijk № 850 «onderlinge duels» 21:00 uur | Zuid-Korea | 0 – 1                | Tunesië | Seoul World Cupstadion, Seoel Toeschouwers: 66.000 Scheidsrechter: Martin Atkinson (ENG) |
| 28 mei Vriendschappelijk № 850 «onderlinge duels» 21:00 uur |            | 44' Zouheir Dhaouadi |         | Seoul World Cupstadion, Seoel Toeschouwers: 66.000 Scheidsrechter: Martin Atkinson (ENG) |

|                                                             |                                                                  |       |            |                                                                               |
| 9 juni Vriendschappelijk № 851 «onderlinge duels» 20:00 uur | Ghana                                                            | 4 – 0 | Zuid-Korea | Dolphin Stadium, Miami Toeschouwers: 7.000 Scheidsrechter: David Gantar (CAN) |
| 9 juni Vriendschappelijk № 851 «onderlinge duels» 20:00 uur | Jordan Ayew 11' Asamoah Gyan 44' Jordan Ayew 53' Jordan Ayew 89' |       |            | Dolphin Stadium, Miami Toeschouwers: 7.000 Scheidsrechter: David Gantar (CAN) |

| WK voetbal 2014 |
| --------------- |

|                                                            |                         |       |                 |                                                                                 |
| 17 juni WK 2014 Groep H № 852 «onderlinge duels» 18:00 uur | Rusland                 | 1 – 1 | Zuid-Korea      | Arena Pantanal, Cuiabá Toeschouwers: 37.603 Scheidsrechter: Néstor Pitana (ARG) |
| 17 juni WK 2014 Groep H № 852 «onderlinge duels» 18:00 uur | Aleksandr Kerzjakov 74' |       | 68' Lee Keun-ho | Arena Pantanal, Cuiabá Toeschouwers: 37.603 Scheidsrechter: Néstor Pitana (ARG) |

|                                                            |                                    |       |                                                                                 |                                                                                          |
| 22 juni WK 2014 Groep H № 853 «onderlinge duels» 16:00 uur | Zuid-Korea                         | 2 – 4 | Algerije                                                                        | Estádio Beira-Rio, Porto Alegre Toeschouwers: 42.732 Scheidsrechter: Wilmar Roldán (COL) |
| 22 juni WK 2014 Groep H № 853 «onderlinge duels» 16:00 uur | Son Heung-min 50' Koo Ja-cheol 72' |       | 26' Islam Slimani 28' Rafik Halliche 38' Abdelmoumene Djabou 62' Yacine Brahimi | Estádio Beira-Rio, Porto Alegre Toeschouwers: 42.732 Scheidsrechter: Wilmar Roldán (COL) |

|                                                            |            |                    |        |                                                                                                |
| 26 juni WK 2014 Groep H № 854 «onderlinge duels» 17:00 uur | Zuid-Korea | 0 – 1              | België | Novo Estádio do Corinthians, São Paulo Toeschouwers: 61.397 Scheidsrechter: Ben Williams (AUS) |
| 26 juni WK 2014 Groep H № 854 «onderlinge duels» 17:00 uur |            | 78' Jan Vertonghen |        | Novo Estádio do Corinthians, São Paulo Toeschouwers: 61.397 Scheidsrechter: Ben Williams (AUS) |

|  |  |  |  |  |  |  |  |  |

|                                                                  |                                                       |       |                  |                                                                                |
| 5 september Vriendschappelijk № 855 «onderlinge duels» 20:00 uur | Zuid-Korea                                            | 3 – 1 | Venezuela        | Bucheonstadion, Bucheon Toeschouwers: 34.456 Scheidsrechter: Võ Minh Trí (VIE) |
| 5 september Vriendschappelijk № 855 «onderlinge duels» 20:00 uur | Lee Myung-joo 33' Lee Dong-gook 53' Lee Dong-gook 64' |       | 21' Mário Rondon | Bucheonstadion, Bucheon Toeschouwers: 34.456 Scheidsrechter: Võ Minh Trí (VIE) |

|                                                                  |            |                        |         |                                                        |
| 8 september Vriendschappelijk № 856 «onderlinge duels» 20:00 uur | Zuid-Korea | 0 – 1                  | Uruguay | Goyangstadion, Goyang Scheidsrechter: Ryuji Sato (JPN) |
| 8 september Vriendschappelijk № 856 «onderlinge duels» 20:00 uur |            | 67' José María Giménez |         | Goyangstadion, Goyang Scheidsrechter: Ryuji Sato (JPN) |

|                                                                 |                                 |       |          |                                                                                                |
| 10 oktober Vriendschappelijk № 857 «onderlinge duels» 20:00 uur | Zuid-Korea                      | 2 – 0 | Paraguay | Cheonan Baekseokstadion, Cheonan Toeschouwers: 25.156 Scheidsrechter: Valentin Kovalenko (UZB) |
| 10 oktober Vriendschappelijk № 857 «onderlinge duels» 20:00 uur | Kim Min-woo 27' Nam Tae-hee 32' |       |          | Cheonan Baekseokstadion, Cheonan Toeschouwers: 25.156 Scheidsrechter: Valentin Kovalenko (UZB) |

|                                                                 |                   |       |                                                    |                                                                     |
| 14 oktober Vriendschappelijk № 858 «onderlinge duels» 21:00 uur | Zuid-Korea        | 1 – 3 | Costa Rica                                         | Seoul World Cupstadion, Seoel Scheidsrechter: Alireza Faghani (IRN) |
| 14 oktober Vriendschappelijk № 858 «onderlinge duels» 21:00 uur | Lee Dong-gook 45' |       | 37' Celso Borges 47' Celso Borges 78' Óscar Duarte | Seoul World Cupstadion, Seoel Scheidsrechter: Alireza Faghani (IRN) |

|                                                                  |          |                 |            |                                                                                                 |
| 14 november Vriendschappelijk № 859 «onderlinge duels» 15:30 uur | Jordanië | 0 – 1           | Zuid-Korea | Koning Abdullahstadion, Amman Toeschouwers: 8.500 Scheidsrechter: Abdulameer Abdulshaheed (BHR) |
| 14 november Vriendschappelijk № 859 «onderlinge duels» 15:30 uur |          | 34' Han Kyo-won |            | Koning Abdullahstadion, Amman Toeschouwers: 8.500 Scheidsrechter: Abdulameer Abdulshaheed (BHR) |

|                                                                  |                   |       |            |                                                                                     |
| 18 november Vriendschappelijk № 860 «onderlinge duels» 16:15 uur | Iran              | 1 – 0 | Zuid-Korea | Azadistadion, Teheran Toeschouwers: 35.000 Scheidsrechter: Valentin Kovalenko (UZB) |
| 18 november Vriendschappelijk № 860 «onderlinge duels» 16:15 uur | Sardar Azmoun 82' |       |            | Azadistadion, Teheran Toeschouwers: 35.000 Scheidsrechter: Valentin Kovalenko (UZB) |

### 2015
|                                                                |               |                                            |            |                                                                                |
| 4 januari Vriendschappelijk № 861 «onderlinge duels» 19:00 uur | Saoedi-Arabië | 0 – 2                                      | Zuid-Korea | Pirtek Stadium, Sydney Toeschouwers: 6.320 Scheidsrechter: Jarred Gillet (AUS) |
| 4 januari Vriendschappelijk № 861 «onderlinge duels» 19:00 uur |               | 67' (e.d.) Osama Hawsawi 90' Lee Jung-hyub |            | Pirtek Stadium, Sydney Toeschouwers: 6.320 Scheidsrechter: Jarred Gillet (AUS) |

| Aziatisch kampioenschap voetbal 2015 |
| ------------------------------------ |

|                                                                              |                       |       |      |                                                                                     |
| 9 januari Aziatisch kampioenschap Groep A № 862 «onderlinge duels» 16:00 uur | Zuid-Korea            | 1 – 0 | Oman | Canberra Stadium, Canberra Toeschouwers: 12.552 Scheidsrechter: Peter O'Leary (NZL) |
| 9 januari Aziatisch kampioenschap Groep A № 862 «onderlinge duels» 16:00 uur | Cho Young-cheol 45+2' |       |      | Canberra Stadium, Canberra Toeschouwers: 12.552 Scheidsrechter: Peter O'Leary (NZL) |

|                                                                               |         |                 |            |                                                                                      |
| 13 januari Aziatisch kampioenschap Groep A № 863 «onderlinge duels» 18:00 uur | Koeweit | 0 – 1           | Zuid-Korea | Canberra Stadium, Canberra Toeschouwers: 8.795 Scheidsrechter: Alireza Faghani (IRN) |
| 13 januari Aziatisch kampioenschap Groep A № 863 «onderlinge duels» 18:00 uur |         | 36' Nam Tae-hee |            | Canberra Stadium, Canberra Toeschouwers: 8.795 Scheidsrechter: Alireza Faghani (IRN) |

|                                                                               |           |                     |            |                                                                                      |
| 17 januari Aziatisch kampioenschap Groep A № 864 «onderlinge duels» 19:00 uur | Australië | 0 – 1               | Zuid-Korea | Suncorp Stadium, Brisbane Toeschouwers: 48.513 Scheidsrechter: Nawaf Shukralla (BHR) |
| 17 januari Aziatisch kampioenschap Groep A № 864 «onderlinge duels» 19:00 uur |           | 32' Lee Jeong-hyeop |            | Suncorp Stadium, Brisbane Toeschouwers: 48.513 Scheidsrechter: Nawaf Shukralla (BHR) |

|                                                                                   |                                       |              |             | |
| 22 januari Aziatisch kampioenschap Kwartfinale № 865 «onderlinge duels» 18:30 uur | Zuid-Korea                            | 2 – 0 (n.v.) | Oezbekistan | Melbourne Rectangular Stadium, Melbourne Toeschouwers: 23.381 Scheidsrechter: Fahad Al-Mirdasi (KSA) |
| 22 januari Aziatisch kampioenschap Kwartfinale № 865 «onderlinge duels» 18:30 uur | Son Heung-min 104' Son Heung-min 119' |              |             | Melbourne Rectangular Stadium, Melbourne Toeschouwers: 23.381 Scheidsrechter: Fahad Al-Mirdasi (KSA) |

|                                                                                    |                                        |       |     |                                                                           |
| 26 januari Aziatisch kampioenschap Halve finale № 866 «onderlinge duels» 20:00 uur | Zuid-Korea                             | 2 – 0 | IRQ | ANZ Stadium, Sydney Toeschouwers: 36.053 Scheidsrechter: Ryuji Sato (JPN) |
| 26 januari Aziatisch kampioenschap Halve finale № 866 «onderlinge duels» 20:00 uur | Lee Jeong-hyeop 20' Kim Young-gwon 50' |       |     | ANZ Stadium, Sydney Toeschouwers: 36.053 Scheidsrechter: Ryuji Sato (JPN) |

|                                                                              |                     |              |                                      |                                                                                |
| 31 januari Aziatisch kampioenschap Finale № 867 «onderlinge duels» 20:00 uur | Zuid-Korea          | 1 – 2 (n.v.) | Australië                            | ANZ Stadium, Sydney Toeschouwers: 76.385 Scheidsrechter: Alireza Faghani (IRN) |
| 31 januari Aziatisch kampioenschap Finale № 867 «onderlinge duels» 20:00 uur | Son Heung-min 90+2' |              | 45' Massimo Luongo 105' James Troisi | ANZ Stadium, Sydney Toeschouwers: 76.385 Scheidsrechter: Alireza Faghani (IRN) |

|  |  |  |  |  |  |  |  |  |

|                                                               |                  |       |                       |                                                                                     |
| 27 maart Vriendschappelijk № 868 «onderlinge duels» 20:00 uur | Zuid-Korea       | 1 – 1 | Oezbekistan           | Seoul World Cupstadion, Seoel Toeschouwers: 38.680 Scheidsrechter: Ryuji Sato (JPN) |
| 27 maart Vriendschappelijk № 868 «onderlinge duels» 20:00 uur | Koo Ja-cheol 15' |       | 31' Zokhir Koezibojev | Seoul World Cupstadion, Seoel Toeschouwers: 38.680 Scheidsrechter: Ryuji Sato (JPN) |

|                                                               |                  |       |               |                                                                                         |
| 31 maart Vriendschappelijk № 869 «onderlinge duels» 21:00 uur | Zuid-Korea       | 1 – 0 | Nieuw-Zeeland | Seoul World Cupstadion, Seoel Toeschouwers: 33.514 Scheidsrechter: Mohamad Yaacob (MAS) |
| 31 maart Vriendschappelijk № 869 «onderlinge duels» 21:00 uur | Lee Jae-sung 86' |       |               | Seoul World Cupstadion, Seoel Toeschouwers: 33.514 Scheidsrechter: Mohamad Yaacob (MAS) |

|                                                              |                                                    |       |                              |                                                                                  |
| 11 juni Vriendschappelijk № 870 «onderlinge duels» 17:20 uur | Zuid-Korea                                         | 3 – 0 | Verenigde Arabische Emiraten | KLFA Stadium, Kuala Lumpur Toeschouwers: 1.080 Scheidsrechter: Võ Minh Trí (VIE) |
| 11 juni Vriendschappelijk № 870 «onderlinge duels» 17:20 uur | Yeom Ki-hun 45' Lee Yong-jae 60' Lee Jung-hyub 90' |       |                              | KLFA Stadium, Kuala Lumpur Toeschouwers: 1.080 Scheidsrechter: Võ Minh Trí (VIE) |

|                                                                         |         |                                    |            |                                                                                    |
| 16 juni Kwalificatie WK 2018 Groep G № 871 «onderlinge duels» 19:00 uur | Myanmar | 0 – 2                              | Zuid-Korea | Rajamangalastadion, Bangkok Toeschouwers: 1.090 Scheidsrechter: Ahmed Al-Kaf (OMA) |
| 16 juni Kwalificatie WK 2018 Groep G № 871 «onderlinge duels» 19:00 uur |         | 35' Lee Jae-sung 67' Son Heung-min |            | Rajamangalastadion, Bangkok Toeschouwers: 1.090 Scheidsrechter: Ahmed Al-Kaf (OMA) |

|                                                                            |       |                                   |            |                                                                                 |
| 2 augustus Oost-Aziatisch kampioenschap № 872 «onderlinge duels» 21:00 uur | China | 0 – 2                             | Zuid-Korea | Wuhanstadion, Wuhan Toeschouwers: 14.000 Scheidsrechter: Fahad Al-Mirdasi (KSA) |
| 2 augustus Oost-Aziatisch kampioenschap № 872 «onderlinge duels» 21:00 uur |       | 45' Kim Seung-dae 57' Lee Jong-ho |            | Wuhanstadion, Wuhan Toeschouwers: 14.000 Scheidsrechter: Fahad Al-Mirdasi (KSA) |

|                                                                            |                      |       |                   |                                                                                       |
| 5 augustus Oost-Aziatisch kampioenschap № 873 «onderlinge duels» 18:20 uur | Japan                | 1 – 1 | Zuid-Korea        | Wuhanstadion, Wuhan Toeschouwers: 1.748 Scheidsrechter: Muhammad Taqi Aljaafari (SIN) |
| 5 augustus Oost-Aziatisch kampioenschap № 873 «onderlinge duels» 18:20 uur | Hotaru Yamaguchi 37' |       | 26' Jang Hyun-soo | Wuhanstadion, Wuhan Toeschouwers: 1.748 Scheidsrechter: Muhammad Taqi Aljaafari (SIN) |

|                                                                            |            |       |             |                                                                               |
| 9 augustus Oost-Aziatisch kampioenschap № 874 «onderlinge duels» 17:10 uur | Zuid-Korea | 0 – 0 | Noord-Korea | Wuhanstadion, Wuhan Toeschouwers: 8.425 Scheidsrechter: Alireza Faghani (IRN) |
| 9 augustus Oost-Aziatisch kampioenschap № 874 «onderlinge duels» 17:10 uur |            |       |             | Wuhanstadion, Wuhan Toeschouwers: 8.425 Scheidsrechter: Alireza Faghani (IRN) |

|                                                                             | |       |      |                                                                                  |
| 3 september Kwalificatie WK 2018 Groep G № 875 «onderlinge duels» 21:00 uur | Zuid-Korea | 8 – 0 | Laos | Hwaseongstadion, Hwaseong Toeschouwers: 30.205 Scheidsrechter: Jumpei Iida (JPN) |
| 3 september Kwalificatie WK 2018 Groep G № 875 «onderlinge duels» 21:00 uur | Lee Chung-yong 9' Son Heung-min 12' Kwon Chang-hoon 30' Suk Hyun-jun 57' Son Heung-min 74' Kwon Chang-hoon 75' Son Heung-min 89' Lee Jae-sung 90' |       |      | Hwaseongstadion, Hwaseong Toeschouwers: 30.205 Scheidsrechter: Jumpei Iida (JPN) |

|                                                                             |         |                                                                   |            |                                                                                  |
| 8 september Kwalificatie WK 2018 Groep G № 876 «onderlinge duels» 17:00 uur | Libanon | 0 – 3                                                             | Zuid-Korea | Saïdastadion, Saïda Toeschouwers: 5.500 Scheidsrechter: Dmitriy Mashentsev (KGZ) |
| 8 september Kwalificatie WK 2018 Groep G № 876 «onderlinge duels» 17:00 uur |         | 22' (pen.) Jang Hyun-soo 25' (e.d.) Ali Hamam 60' Kwon Chang-hoon |            | Saïdastadion, Saïda Toeschouwers: 5.500 Scheidsrechter: Dmitriy Mashentsev (KGZ) |

|                                                                           |         |                  |            |                                                                                           |
| 8 oktober Kwalificatie WK 2018 Groep G № 877 «onderlinge duels» 18:00 uur | Koeweit | 0 – 1            | Zuid-Korea | Al Kuwaitstadion, Koeweit-Stad Toeschouwers: 12.350 Scheidsrechter: Alireza Faghani (IRN) |
| 8 oktober Kwalificatie WK 2018 Groep G № 877 «onderlinge duels» 18:00 uur |         | 12' Koo Ja-cheol |            | Al Kuwaitstadion, Koeweit-Stad Toeschouwers: 12.350 Scheidsrechter: Alireza Faghani (IRN) |

|                                                                 |                                                          |       |         |                                                                                     |
| 13 oktober Vriendschappelijk № 878 «onderlinge duels» 17:00 uur | Zuid-Korea                                               | 3 – 0 | Jamaica | Seoul World Cupstadion, Seoel Toeschouwers: 28.105 Scheidsrechter: Ryuji Sato (JPN) |
| 13 oktober Vriendschappelijk № 878 «onderlinge duels» 17:00 uur | Ji Dong-won 35' Ki Sung-yong 55' (pen.) Hwang Eui-jo 63' |       |         | Seoul World Cupstadion, Seoel Toeschouwers: 28.105 Scheidsrechter: Ryuji Sato (JPN) |

|                                                                             |                                                                     |       |         |                                                                                          |
| 12 november Kwalificatie WK 2018 Groep G № 879 «onderlinge duels» 20:00 uur | Zuid-Korea                                                          | 4 – 0 | Myanmar | Suwon World Cupstadion, Suwon Toeschouwers: 24.270 Scheidsrechter: Khamis Al-Marri (QAT) |
| 12 november Kwalificatie WK 2018 Groep G № 879 «onderlinge duels» 20:00 uur | Lee Jae-sung 18' Koo Ja-cheol 30' Jang Hyun-soo 82' Nam Tae-hee 86' |       |         | Suwon World Cupstadion, Suwon Toeschouwers: 24.270 Scheidsrechter: Khamis Al-Marri (QAT) |

|                                                                             |      |                                                                                              |            |                                                                                         |
| 17 november Kwalificatie WK 2018 Groep G № 880 «onderlinge duels» 19:00 uur | Laos | 0 – 5                                                                                        | Zuid-Korea | Nationaal stadion, Vientiane Toeschouwers: 3.000 Scheidsrechter: Turki Al-Khudair (KSA) |
| 17 november Kwalificatie WK 2018 Groep G № 880 «onderlinge duels» 19:00 uur |      | 3' (pen.) Ki Sung-yong 33' Ki Sung-yong 35' Son Heung-min 43' Sun Hyun-jun 67' Son Heung-min |            | Nationaal stadion, Vientiane Toeschouwers: 3.000 Scheidsrechter: Turki Al-Khudair (KSA) |

### 2016
|                                                                          |                       |       |         |                                                                                    |
| 24 maart Kwalificatie WK 2018 Groep G № 881 «onderlinge duels» 20:00 uur | Zuid-Korea            | 1 – 0 | Libanon | Jeju World Cupstadion, Seogwipo Toeschouwers: 30.532 Scheidsrechter: Ma Ning (CHN) |
| 24 maart Kwalificatie WK 2018 Groep G № 881 «onderlinge duels» 20:00 uur | Lee Jeong-hyeop 90+3' |       |         | Jeju World Cupstadion, Seogwipo Toeschouwers: 30.532 Scheidsrechter: Ma Ning (CHN) |

|                                                               |          |                 |            |                                                                                      |
| 27 maart Vriendschappelijk № 882 «onderlinge duels» 20:30 uur | Thailand | 0 – 1           | Zuid-Korea | Suphachalasaistadion, Bangkok Toeschouwers: 20.000 Scheidsrechter: Ng Chiu Kok (HKG) |
| 27 maart Vriendschappelijk № 882 «onderlinge duels» 20:30 uur |          | 4' Suk Hyun-jun |            | Suphachalasaistadion, Bangkok Toeschouwers: 20.000 Scheidsrechter: Ng Chiu Kok (HKG) |

|                                                             |                |       |                                                                                             |                                                                                    |
| 1 juni Vriendschappelijk № 883 «onderlinge duels» 15:30 uur | Zuid-Korea     | 1 – 6 | Spanje                                                                                      | Red Bull Arena, Salzburg Toeschouwers: 31.800 Scheidsrechter: Harald Lechner (AUT) |
| 1 juni Vriendschappelijk № 883 «onderlinge duels» 15:30 uur | Ju Se-jong 82' |       | 30' David Silva 32' Cesc Fàbregas 38' Nolito 50' Álvaro Morata 54' Nolito 89' Álvaro Morata | Red Bull Arena, Salzburg Toeschouwers: 31.800 Scheidsrechter: Harald Lechner (AUT) |

|                                                             |                 |       |                                     |                                                                               |
| 5 juni Vriendschappelijk № 884 «onderlinge duels» 15:10 uur | Tsjechië        | 1 – 2 | Zuid-Korea                          | Eden Aréna, Praag Toeschouwers: 16.490 Scheidsrechter: Daniel Stefanski (POL) |
| 5 juni Vriendschappelijk № 884 «onderlinge duels» 15:10 uur | Marek Suchý 46' |       | 26' Yoon Bit-garam 40' Suk Hyun-jun | Eden Aréna, Praag Toeschouwers: 16.490 Scheidsrechter: Daniel Stefanski (POL) |

|                                                                             |                                                          |       |                           | |
| 1 september Kwalificatie WK 2018 Groep A № 885 «onderlinge duels» 20:00 uur | Zuid-Korea                                               | 3 – 2 | China                     | Seoul World Cupstadion, Seoul Toeschouwers: 51.238 Scheidsrechter: Mohammed Abdulla Mohammed (UAE) |
| 1 september Kwalificatie WK 2018 Groep A № 885 «onderlinge duels» 20:00 uur | Zhi Zheng 20' (e.d.) Lee Chung-yong 63' Koo Ja-cheol 66' |       | 74' Yu Hai 77' Hao Junmin | Seoul World Cupstadion, Seoul Toeschouwers: 51.238 Scheidsrechter: Mohammed Abdulla Mohammed (UAE) |

|                                                                             |       |       |            |                                                                                       |
| 6 september Kwalificatie WK 2018 Groep A № 886 «onderlinge duels» 16:00 uur | Syrië | 0 – 0 | Zuid-Korea | Camille Chamounstadion, Beiroet Toeschouwers: 4.350 Scheidsrechter: Chris Beath (AUS) |
| 6 september Kwalificatie WK 2018 Groep A № 886 «onderlinge duels» 16:00 uur |       |       |            | Camille Chamounstadion, Beiroet Toeschouwers: 4.350 Scheidsrechter: Chris Beath (AUS) |

|                                                                           |                                                    |       |                                                 |                                                                                         |
| 6 oktober Kwalificatie WK 2018 Groep A № 887 «onderlinge duels» 20:00 uur | Zuid-Korea                                         | 3 – 2 | Qatar                                           | Suwon World Cupstadion, Suwon Toeschouwers: 32.550 Scheidsrechter: Mohamad Yaacob (MAS) |
| 6 oktober Kwalificatie WK 2018 Groep A № 887 «onderlinge duels» 20:00 uur | Ki Sung-yong 11' Ji Dong-won 56' Son Heung-min 58' |       | 16' (pen.) Hassan Al-Haidos 45' Sebastián Soria | Suwon World Cupstadion, Suwon Toeschouwers: 32.550 Scheidsrechter: Mohamad Yaacob (MAS) |

|                                                                            |                   |       |            |                                                                             |
| 11 oktober Kwalificatie WK 2018 Groep A № 888 «onderlinge duels» 19:45 uur | Iran              | 1 – 0 | Zuid-Korea | Azadistadion, Teheran Toeschouwers: 75.800 Scheidsrechter: Ryuji Sato (JPN) |
| 11 oktober Kwalificatie WK 2018 Groep A № 888 «onderlinge duels» 19:45 uur | Sardar Azmoun 25' |       |            | Azadistadion, Teheran Toeschouwers: 75.800 Scheidsrechter: Ryuji Sato (JPN) |

|                                                                  |                                    |       |        |                                                                                     |
| 11 november Vriendschappelijk № 889 «onderlinge duels» 19:00 uur | Zuid-Korea                         | 2 – 0 | Canada | Cheonan Baekseokstadion, Cheonan Toeschouwers: 18.920 Scheidsrechter: Ma Ning (CHN) |
| 11 november Vriendschappelijk № 889 «onderlinge duels» 19:00 uur | Kim Bo-kyung 10' Lee Jung-hyub 27' |       |        | Cheonan Baekseokstadion, Cheonan Toeschouwers: 18.920 Scheidsrechter: Ma Ning (CHN) |

|                                                                             |                                  |       |                    |                                                                                                 |
| 15 november Kwalificatie WK 2018 Groep A № 890 «onderlinge duels» 19:00 uur | Zuid-Korea                       | 2 – 1 | Oezbekistan        | Pakhtakor Markaziystadion, Tasjkent Toeschouwers: 30.526 Scheidsrechter: Fahad Al-Mirdasi (KSA) |
| 15 november Kwalificatie WK 2018 Groep A № 890 «onderlinge duels» 19:00 uur | Nam Tae-hee 67' Koo Ja-cheol 86' |       | 25' Marat Bikmajev | Pakhtakor Markaziystadion, Tasjkent Toeschouwers: 30.526 Scheidsrechter: Fahad Al-Mirdasi (KSA) |

### 2017
|                                                                          |              |       |            |                                                                                |
| 22 maart Kwalificatie WK 2018 Groep A № 891 «onderlinge duels» 19:30 uur | China        | 1 – 0 | Zuid-Korea | Helongstadion, Changsha Toeschouwers: 30.950 Scheidsrechter: Peter Green (AUS) |
| 22 maart Kwalificatie WK 2018 Groep A № 891 «onderlinge duels» 19:30 uur | Yu Dabao 34' |       |            | Helongstadion, Changsha Toeschouwers: 30.950 Scheidsrechter: Peter Green (AUS) |

|                                                                          |                  |       |       |                                                                                          |
| 28 maart Kwalificatie WK 2018 Groep A № 892 «onderlinge duels» 20:00 uur | Zuid-Korea       | 1 – 0 | Syrië | Seoul World Cupstadion, Seoel Toeschouwers: 30.352 Scheidsrechter: Adham Makhadmeh (JOR) |
| 28 maart Kwalificatie WK 2018 Groep A № 892 «onderlinge duels» 20:00 uur | Hong Jeong-ho 4' |       |       | Seoul World Cupstadion, Seoel Toeschouwers: 30.352 Scheidsrechter: Adham Makhadmeh (JOR) |

|                                                             |      |       |            |                                                                                                   |
| 7 juni Vriendschappelijk № 893 «onderlinge duels» 20:00 uur | Irak | 0 – 0 | Zuid-Korea | Emirates Club Stadium, Ras al-Khaimah Toeschouwers: 1.000 Scheidsrechter: Yaqoub Al-Hammadi (UAE) |
| 7 juni Vriendschappelijk № 893 «onderlinge duels» 20:00 uur |      |       |            | Emirates Club Stadium, Ras al-Khaimah Toeschouwers: 1.000 Scheidsrechter: Yaqoub Al-Hammadi (UAE) |

|                                                                         |                                                        |       |                                     |                                                                                                |
| 13 juni Kwalificatie WK 2018 Groep A № 894 «onderlinge duels» 21:00 uur | Qatar                                                  | 3 – 2 | Zuid-Korea                          | Jassim Bin Hamadstadion, Doha Toeschouwers: 5.373 Scheidsrechter: Hettikamkanamge Perera (SRI) |
| 13 juni Kwalificatie WK 2018 Groep A № 894 «onderlinge duels» 21:00 uur | Hasan Al-Haidos 25' Akram Afif 51' Hasan Al-Haidos 74' |       | 62' Ki Sung-yong 70' Hwang Hee-chan | Jassim Bin Hamadstadion, Doha Toeschouwers: 5.373 Scheidsrechter: Hettikamkanamge Perera (SRI) |

|                                                                             |            |       |      |                                                                                      |
| 31 augustus Kwalificatie WK 2018 Groep A № 895 «onderlinge duels» 21:00 uur | Zuid-Korea | 0 – 0 | Iran | Seoul World Cupstadion, Seoel Toeschouwers: 63.124 Scheidsrechter: Peter Green (AUS) |
| 31 augustus Kwalificatie WK 2018 Groep A № 895 «onderlinge duels» 21:00 uur |            |       |      | Seoul World Cupstadion, Seoel Toeschouwers: 63.124 Scheidsrechter: Peter Green (AUS) |

|                                                                             |             |       |            |                                                                                     |
| 5 september Kwalificatie WK 2018 Groep A № 896 «onderlinge duels» 20:00 uur | Oezbekistan | 0 – 0 | Zuid-Korea | Bunjodkorstadion, Tasjkent Toeschouwers: 34.000 Scheidsrechter: Muhammad Taqi (SIN) |
| 5 september Kwalificatie WK 2018 Groep A № 896 «onderlinge duels» 20:00 uur |             |       |            | Bunjodkorstadion, Tasjkent Toeschouwers: 34.000 Scheidsrechter: Muhammad Taqi (SIN) |

|                                                                |                                                                                           |       |                                      |                                                                            |
| 7 oktober Vriendschappelijk № 897 «onderlinge duels» 17:00 uur | Rusland                                                                                   | 4 – 2 | Zuid-Korea                           | VEB Arena, Moskou Toeschouwers: 24.183 Scheidsrechter: Viktor Kassai (HUN) |
| 7 oktober Vriendschappelijk № 897 «onderlinge duels» 17:00 uur | Fjodor Smolov 44' Kim Ju-young 55' (e.d.) Kim Ju-young 56' (e.d.) Aleksej Mirantsjoek 83' |       | 87' Kwon Kyung-won 90+3' Ji Dong-won | VEB Arena, Moskou Toeschouwers: 24.183 Scheidsrechter: Viktor Kassai (HUN) |

|                                                                 |                            |       |                          |                                                                                 |
| 10 oktober Vriendschappelijk № 898 «onderlinge duels» 15:30 uur | Marokko                    | 3 – 1 | Zuid-Korea               | Tissot Arena, Biel/Bienne Toeschouwers: 2.550 Scheidsrechter: Alain Bieri (SUI) |
| 10 oktober Vriendschappelijk № 898 «onderlinge duels» 15:30 uur | Tannane 7', 11' Haddad 46' |       | 66' (pen.) Son Heung-min | Tissot Arena, Biel/Bienne Toeschouwers: 2.550 Scheidsrechter: Alain Bieri (SUI) |

|                                                                  |                        |       |                     |                                                                                      |
| 10 november Vriendschappelijk № 899 «onderlinge duels» 20:00 uur | Zuid-Korea             | 2 – 1 | Colombia            | Suwon World Cupstadion, Suwon Toeschouwers: 29.750 Scheidsrechter: Chris Beath (AUS) |
| 10 november Vriendschappelijk № 899 «onderlinge duels» 20:00 uur | Son Heung-min 11', 61' |       | 77' Cristián Zapata | Suwon World Cupstadion, Suwon Toeschouwers: 29.750 Scheidsrechter: Chris Beath (AUS) |

|                                                                  |                         |       |                 |                                                                                      |
| 14 november Vriendschappelijk № 900 «onderlinge duels» 20:00 uur | Zuid-Korea              | 1 – 1 | Servië          | Ulsan Munsu Voetbalstadion, Ulsan Toeschouwers: 30.560 Scheidsrechter: Ma Ning (CHN) |
| 14 november Vriendschappelijk № 900 «onderlinge duels» 20:00 uur | Koo Ja-cheol 62' (pen.) |       | 59' Adem Ljajić | Ulsan Munsu Voetbalstadion, Ulsan Toeschouwers: 30.560 Scheidsrechter: Ma Ning (CHN) |

|                                                         |            |       |       |                                             |
| 9 december Oosten Azië Cup № 901 «onderlinge duels» uur | Zuid-Korea | 2 – 2 | China | Ajinomoto stadion, Tokyo Scheidsrechter: () |
| 9 december Oosten Azië Cup № 901 «onderlinge duels» uur |            |       |       | Ajinomoto stadion, Tokyo Scheidsrechter: () |

|                                                          |             |       |            |                                             |
| 12 december Oosten Azië Cup № 902 «onderlinge duels» uur | Noord-Korea | 0 – 1 | Zuid-Korea | Ajinomoto stadion, Tokyo Scheidsrechter: () |
| 12 december Oosten Azië Cup № 902 «onderlinge duels» uur |             |       |            | Ajinomoto stadion, Tokyo Scheidsrechter: () |

|                                                          |       |       |            |                                             |
| 16 december Oosten Azië Cup № 903 «onderlinge duels» uur | Japan | 1 – 4 | Zuid-Korea | Ajinomoto stadion, Tokyo Scheidsrechter: () |
| 16 december Oosten Azië Cup № 903 «onderlinge duels» uur |       |       |            | Ajinomoto stadion, Tokyo Scheidsrechter: () |

### 2018
|                                                                         |                   |       |          |                                                                              |
| 27 januari Vriendschappelijk № 904 «onderlinge duels» 16:00 uur (UTC+3) | Zuid-Korea        | 1 – 0 | Moldavië | Mardan Stadion, Antalya Toeschouwers: 200 Scheidsrechter: Alper Ulusoy (TUR) |
| 27 januari Vriendschappelijk № 904 «onderlinge duels» 16:00 uur (UTC+3) | Kim Shin-wook 67' |       |          | Mardan Stadion, Antalya Toeschouwers: 200 Scheidsrechter: Alper Ulusoy (TUR) |

|                                                                         |                                     |       |                                   |                                                                             |
| 30 januari Vriendschappelijk № 905 «onderlinge duels» 14:00 uur (UTC+3) | Zuid-Korea                          | 2 – 2 | Jamaica                           | Mardan Stadion, Antalya Toeschouwers: 80 Scheidsrechter: Alper Ulusoy (TUR) |
| 30 januari Vriendschappelijk № 905 «onderlinge duels» 14:00 uur (UTC+3) | Kim Shin-wook 55' Kim Shin-wook 63' |       | 4' Dane Kelly 72' Maalique Foster | Mardan Stadion, Antalya Toeschouwers: 80 Scheidsrechter: Alper Ulusoy (TUR) |

|                                                                         |                   |       |         |                                                                               |
| 3 februari Vriendschappelijk № 906 «onderlinge duels» 17:30 uur (UTC+3) | Zuid-Korea        | 1 – 0 | Letland | Mardan Stadion, Antalya Toeschouwers: 100 Scheidsrechter: Ali Palabıyık (TUR) |
| 3 februari Vriendschappelijk № 906 «onderlinge duels» 17:30 uur (UTC+3) | Kim Shin-wook 33' |       |         | Mardan Stadion, Antalya Toeschouwers: 100 Scheidsrechter: Ali Palabıyık (TUR) |

|                                                                       |                                       |       |                    |                                                                               |
| 24 maart Vriendschappelijk № 907 «onderlinge duels» 14:00 uur (UTC+0) | Noord-Ierland                         | 2 – 1 | Zuid-Korea         | Windsor Park, Belfast Toeschouwers: 18.103 Scheidsrechter: Bobby Madden (SCO) |
| 24 maart Vriendschappelijk № 907 «onderlinge duels» 14:00 uur (UTC+0) | Kim Min-jae 20' (e.d.) Paul Smyth 86' |       | 7' Kwon Chang-hoon | Windsor Park, Belfast Toeschouwers: 18.103 Scheidsrechter: Bobby Madden (SCO) |

|                                                                       |                                                                 |       |                                      |                                                                                |
| 27 maart Vriendschappelijk № 908 «onderlinge duels» 20:45 uur (UTC+2) | Polen                                                           | 3 – 2 | Zuid-Korea                           | Stadion Śląski, Chorzów Toeschouwers: 53.129 Scheidsrechter: Tore Hansen (NOR) |
| 27 maart Vriendschappelijk № 908 «onderlinge duels» 20:45 uur (UTC+2) | Robert Lewandowski 32' Kamil Grosicki 45' Piotr Zieliński 90+2' |       | 85' Lee Chang-min 87' Hwang Hee-chan | Stadion Śląski, Chorzów Toeschouwers: 53.129 Scheidsrechter: Tore Hansen (NOR) |

|                                                                     |                                     |       |          |                                                                                 |
| 28 mei Vriendschappelijk № 909 «onderlinge duels» 20:00 uur (UTC+9) | Zuid-Korea                          | 2 – 0 | Honduras | Daegu Stadion, Daegu Toeschouwers: 33.252 Scheidsrechter: Hiroyuki Kimura (JPN) |
| 28 mei Vriendschappelijk № 909 «onderlinge duels» 20:00 uur (UTC+9) | Son Heung-min 60' Moon Seon-min 72' |       |          | Daegu Stadion, Daegu Toeschouwers: 33.252 Scheidsrechter: Hiroyuki Kimura (JPN) |

|                                                                     |                  |       |                                                |                                                                                         |
| 1 juni Vriendschappelijk № 910 «onderlinge duels» 20:00 uur (UTC+9) | Zuid-Korea       | 0 – 3 | Bosnië en Her.                                 | Jeonju World Cup Stadion, Jeonju Toeschouwers: 40.000 Scheidsrechter: Peter Green (AUS) |
| 1 juni Vriendschappelijk № 910 «onderlinge duels» 20:00 uur (UTC+9) | Lee Jae-sung 30' |       | 28' Edin Višća 45+1' Edin Višća 79' Edin Višća | Jeonju World Cup Stadion, Jeonju Toeschouwers: 40.000 Scheidsrechter: Peter Green (AUS) |

|                                                                     |            |       |         |                                                                                    |
| 7 juni Vriendschappelijk № 911 «onderlinge duels» 20:10 uur (UTC+2) | Zuid-Korea | 0 – 0 | Bolivia | Tivoli Neu, Innsbruck Toeschouwers: 500 Scheidsrechter: Robert Schörgenhofer (AUT) |
| 7 juni Vriendschappelijk № 911 «onderlinge duels» 20:10 uur (UTC+2) |            |       |         | Tivoli Neu, Innsbruck Toeschouwers: 500 Scheidsrechter: Robert Schörgenhofer (AUT) |

|                                                                      |                                                      |       |            | |
| 11 juni Vriendschappelijk № 912 «onderlinge duels» 16:30 uur (UTC+2) | Senegal                                              | 2 – 0 | Zuid-Korea | Untersberg-Arena, Grödig Toeschouwers: Achter gesloten deuren Scheidsrechter: Harald Lechner (AUT) |
| 11 juni Vriendschappelijk № 912 «onderlinge duels» 16:30 uur (UTC+2) | Kim Young-gwon 67' (e.d.) Moussa Konaté 90+1' (pen.) |       |            | Untersberg-Arena, Grödig Toeschouwers: Achter gesloten deuren Scheidsrechter: Harald Lechner (AUT) |

|                                                                  |                                  |       |            |                                                                           |
| 7 september Vriendschappelijk № 915 «onderlinge duels» 20:00 uur | Zuid-Korea                       | 2 – 0 | Costa Rica | Goyang Stadium, Goyang Toeschouwers: 36,127 Scheidsrechter: Ma Ning (CHN) |
| 7 september Vriendschappelijk № 915 «onderlinge duels» 20:00 uur | Lee Jae-sung 35' Nam Tae-hee 78' |       |            | Goyang Stadium, Goyang Toeschouwers: 36,127 Scheidsrechter: Ma Ning (CHN) |

|                                                                   |            |       |       |                                                                                     |
| 11 september Vriendschappelijk № 916 «onderlinge duels» 20:00 uur | Zuid-Korea | 0 – 0 | Chili | Suwon World Cupstadion, Suwon Toeschouwers: 40.127 Scheidsrechter: Ryuji Sato (JPN) |
| 11 september Vriendschappelijk № 916 «onderlinge duels» 20:00 uur |            |       |       | Suwon World Cupstadion, Suwon Toeschouwers: 40.127 Scheidsrechter: Ryuji Sato (JPN) |

|                                                                 |                                    |       |                   |                                                                                          |
| 12 oktober Vriendschappelijk № 917 «onderlinge duels» 20:00 uur | Zuid-Korea                         | 2 – 1 | Uruguay           | Seoul World Cupstadion, Seoel Toeschouwers: 64,170 Scheidsrechter: Alireza Faghani (IRN) |
| 12 oktober Vriendschappelijk № 917 «onderlinge duels» 20:00 uur | Hwang Ui-jo 66' Jung Woo-young 79' |       | Matias Vecino 72' | Seoul World Cupstadion, Seoel Toeschouwers: 64,170 Scheidsrechter: Alireza Faghani (IRN) |

|                                                                  |             |                                                                   |            |                                                                              |
| 20 november Vriendschappelijk № 919 «onderlinge duels» 20:00 uur | Oezbekistan | 0 – 4                                                             | Zuid-Korea | QSAC Stadion, Brisbane Toeschouwers: 1.652 Scheidsrechter: Chris Beath (AUS) |
| 20 november Vriendschappelijk № 919 «onderlinge duels» 20:00 uur |             | Nam Tae-hee 9' Hwang Ui-jo 24' Moon Seon-min 70' Suk Hyun-jun 82' |            | QSAC Stadion, Brisbane Toeschouwers: 1.652 Scheidsrechter: Chris Beath (AUS) |

| WK voetbal 2018 |
| --------------- |

|                                                                        |                              |       |            |                                                                                         |
| 18 juni WK Rusland 2018 Groep F № 913 «onderlinge duels» 14:00 (UTC+3) | Zweden                       | 1 – 0 | Zuid-Korea | Strelkastadion, Nizjni Novgorod Toeschouwers: 42.300 Scheidsrechter: Joel Aguilar (ESA) |
| 18 juni WK Rusland 2018 Groep F № 913 «onderlinge duels» 14:00 (UTC+3) | Andreas Granqvist 65' (pen.) |       |            | Strelkastadion, Nizjni Novgorod Toeschouwers: 42.300 Scheidsrechter: Joel Aguilar (ESA) |

|                                                                            |                   |       |                                             |                                                                                          |
| 23 juni WK Rusland 2018 Groep F № 914 «onderlinge duels» 16:00 uur (UTC+3) | Zuid-Korea        | 1 – 2 | Mexico                                      | Rostov Arena, Rostov aan de Don Toeschouwers: 43.472 Scheidsrechter: Milorad Mažić (SRB) |
| 23 juni WK Rusland 2018 Groep F № 914 «onderlinge duels» 16:00 uur (UTC+3) | Son Heung-min 90' |       | 26' (pen.) Carlos Vela 66' Javier Hernández | Rostov Arena, Rostov aan de Don Toeschouwers: 43.472 Scheidsrechter: Milorad Mažić (SRB) |

|                                                                            |                                          |       |           |                                                                           |
| 27 juni WK Rusland 2018 Groep F № 915 «onderlinge duels» 16:00 uur (UTC+3) | Zuid-Korea                               | 2 – 0 | Duitsland | Kazan Arena, Kazan Toeschouwers: 41.385 Scheidsrechter: Mark Geiger (USA) |
| 27 juni WK Rusland 2018 Groep F № 915 «onderlinge duels» 16:00 uur (UTC+3) | Kim Young-gwon 90+2' Son Heung-min 90+6' |       |           | Kazan Arena, Kazan Toeschouwers: 41.385 Scheidsrechter: Mark Geiger (USA) |

|  |  |  |  |  |  |  |  |  |

### 2019
| Aziatisch kampioenschap 2019 |
| ---------------------------- |

|                                                                   |                 |       |            |                                                                                    |
| 7 januari AzK VAE 2019 Groep C № 918 «onderlinge duels» 17:30 uur | Zuid-Korea      | 1 – 0 | Filipijnen | Al-Maktoumstadion, Dubai Toeschouwers: 3,185 Scheidsrechter: Nawaf Shukralla (BHR) |
| 7 januari AzK VAE 2019 Groep C № 918 «onderlinge duels» 17:30 uur | Hwang Ui-jo 67' |       |            | Al-Maktoumstadion, Dubai Toeschouwers: 3,185 Scheidsrechter: Nawaf Shukralla (BHR) |

|                                                                    |          |                 |            |                                                                                           |
| 11 januari AzK VAE 2019 Groep C № 919 «onderlinge duels» 20:00 uur | Kirgizië | 0 – 1           | Zuid-Korea | Hazza bin Zayed Stadion, Al Ain Toeschouwers: 4,893 Scheidsrechter: Khamis Al-Marri (QAT) |
| 11 januari AzK VAE 2019 Groep C № 919 «onderlinge duels» 20:00 uur |          | Kim Min-jae 41' |            | Hazza bin Zayed Stadion, Al Ain Toeschouwers: 4,893 Scheidsrechter: Khamis Al-Marri (QAT) |

|                                                                    |            |       |       |                                                                    |
| 15 januari AzK VAE 2019 Groep C № 920 «onderlinge duels» 17:30 uur | Zuid-Korea | 2 – 0 | China | Al Nahyan Stadium, Abu Dhabi Scheidsrechter: Khamis Al-Marri (QAT) |
| 15 januari AzK VAE 2019 Groep C № 920 «onderlinge duels» 17:30 uur |            |       |       | Al Nahyan Stadium, Abu Dhabi Scheidsrechter: Khamis Al-Marri (QAT) |

|                                                                            |            |                     |       |                                                                                          |
| 25 januari Aziatisch kampioenschap 2019 № 921 «onderlinge duels» 17:00 uur | Zuid-Korea | 0 – 1               | Qatar | Sjeik Zayidstadion, Abu Dhabi Toeschouwers: 13,791 Scheidsrechter: Ravshan Irmatov (UZB) |
| 25 januari Aziatisch kampioenschap 2019 № 921 «onderlinge duels» 17:00 uur |            | Abdulaziz Hatem 37' |       | Sjeik Zayidstadion, Abu Dhabi Toeschouwers: 13,791 Scheidsrechter: Ravshan Irmatov (UZB) |

|                                                               |                    |       |         |                                                                                      |
| 22 maart Vriendschappelijk № 922 «onderlinge duels» 20:00 uur | Zuid-Korea         | 1 – 0 | Bolivia | Ulsan Munsustadion, Ulsan Toeschouwers: 41,117 Scheidsrechter: Khamis Al-Marri (QAT) |
| 22 maart Vriendschappelijk № 922 «onderlinge duels» 20:00 uur | Lee Chung-yong 86' |       |         | Ulsan Munsustadion, Ulsan Toeschouwers: 41,117 Scheidsrechter: Khamis Al-Marri (QAT) |

|                                                               |                                     |     |               |                                                                                                |
| 26 maart Vriendschappelijk № 923 «onderlinge duels» 20:00 uur | Zuid-Korea                          | 2–1 | Colombia      | Seoul World Cupstadion, Seoel Toeschouwers: 64,388 Scheidsrechter: Abdulrahman Al-Jassim (QAT) |
| 26 maart Vriendschappelijk № 923 «onderlinge duels» 20:00 uur | Son Heung-min 16', Lee Jae-sung 58' |     | Luis Díaz 48' | Seoul World Cupstadion, Seoel Toeschouwers: 64,388 Scheidsrechter: Abdulrahman Al-Jassim (QAT) |

|  |  |  |  |  |  |  |  |  |

|                                                                      |              |                                   |            |                                                                                        |
| 10 september Kwalificatie WK 2022 № 924 «onderlinge duels» 19:00 uur | Turkmenistan | 0 – 2                             | Zuid-Korea | Köpetdagstadion, Asjchabad Toeschouwers: 26.000 Scheidsrechter: Ammar Al-Jeneibi (UAE) |
| 10 september Kwalificatie WK 2022 № 924 «onderlinge duels» 19:00 uur |              | Na Sang-ho 13' Jung Woo-young 82' |            | Köpetdagstadion, Asjchabad Toeschouwers: 26.000 Scheidsrechter: Ammar Al-Jeneibi (UAE) |

|                                                                    |                                                                                                  |       |           |                                                                                   |
| 10 oktober Kwalificatie WK 2022 № 925 «onderlinge duels» 20:00 uur | Zuid-Korea                                                                                       | 8 – 0 | Sri Lanka | Hwaseongstadion, Hwaseong Toeschouwers: 23.522 Scheidsrechter: Hasan Akrami (IRN) |
| 10 oktober Kwalificatie WK 2022 № 925 «onderlinge duels» 20:00 uur | Son Heung-min 10', 45+5' Kim Shin-wook 17', 30', 54', 64' Hwang Hee-chan 20' Kwon Chang-hoon 76' |       |           | Hwaseongstadion, Hwaseong Toeschouwers: 23.522 Scheidsrechter: Hasan Akrami (IRN) |

|                                                                    |             |       |            |                                                                                             |
| 15 oktober Kwalificatie WK 2022 № 926 «onderlinge duels» 17:30 uur | Noord-Korea | 0 – 0 | Zuid-Korea | Kim Il-sungstadion, Pyongyang Toeschouwers: 100 Scheidsrechter: Abdulrahman Al Jassim (QAT) |
| 15 oktober Kwalificatie WK 2022 № 926 «onderlinge duels» 17:30 uur |             |       |            | Kim Il-sungstadion, Pyongyang Toeschouwers: 100 Scheidsrechter: Abdulrahman Al Jassim (QAT) |

|                                                                     |         |       |            | |
| 14 november Kwalificatie WK 2022 № 927 «onderlinge duels» 15:00 uur | Libanon | 0 – 0 | Zuid-Korea | Camille Chamoun Sports City Stadium, Beiroet Toeschouwers: 170 Scheidsrechter: Mohanad Qasim (IRQ) |
| 14 november Kwalificatie WK 2022 № 927 «onderlinge duels» 15:00 uur |         |       |            | Camille Chamoun Sports City Stadium, Beiroet Toeschouwers: 170 Scheidsrechter: Mohanad Qasim (IRQ) |

KFA · A-internationals · Selecties · Bondscoaches · Zuid-Koreaans vrouwenelftal · Olympisch elftal · Zuid-Korea U21 · Zuid-Korea U20 · Zuid-Korea U19 · Zuid-Korea U18 · Zuid-Korea U17
1940 – 1949 ·
1950 – 1959 ·
1960 – 1969 ·
1970 – 1979 ·
1980 – 1989 ·
1990 – 1999 ·
2000 – 2009 ·
2010 – 2019 ·
2020 − 2029
WK 1954 · 
WK 1986 · 
WK 1990 · 
WK 1994 · 
WK 1998 · 
WK 2002 · 
WK 2006 · 
WK 2010 · 
WK 2014 · 
WK 2018
OS 1948 ·
OS 1964 ·
OS 1988 ·
OS 1992 ·
OS 1996 ·
OS 2000 ·
OS 2004 ·
OS 2008 ·
OS 2012 ·
OS 2016 ·
OS 2020
1948 ·
1949 ·
1950 · 
1951 · 1952 · 
1953 · 
1954 · 
1955 · 
1956 · 
1957 · 
1958 · 
1959 ·
1960 · 
1961 · 
1962 · 
1963 · 
1964 · 
1965 · 
1966 · 
1967 · 
1968 · 
1969 ·
1970 · 
1971 · 
1972 · 
1973 · 
1974 · 
1975 · 
1976 · 
1977 · 
1978 · 
1979 ·
1980 · 
1981 · 
1982 · 
1983 · 
1984 · 
1985 · 
1986 · 
1987 · 
1988 · 
1989 ·
1990 ·
1991 · 
1992 · 
1993 · 
1994 · 
1995 · 
1996 · 
1997 · 
1998 · 
1999 · 
2000 · 
2001 · 
2002 · 
2003 · 
2004 · 
2005 · 
2006 · 
2007 · 
2008 · 
2009 · 
2010 · 
2011 ·
2012 ·
2013 ·
2014 ·
2015 ·
2016 ·
2017 ·
2018 ·
2019 ·
2020 ·
2021 ·
2022 ·
2023 ·
2024
Afghanistan ·
Algerije ·
Angola ·
Argentinië ·
Australië ·
Bahrein ·
Bangladesh ·
België ·
Bolivia ·
Bosnië en Herzegovina ·
Brazilië ·
Brunei ·
Bulgarije ·
Burkina Faso ·
Cambodja ·
Canada ·
Chili ·
China ·
Colombia ·
Costa Rica ·
Cuba ·
Denemarken ·
Duitsland ·
Ecuador ·
Egypte ·
El Salvador ·
Engeland ·
Filipijnen ·
Finland ·
Frankrijk ·
Georgië ·
Ghana ·
Griekenland ·
Guam ·
Guatemala ·
Haïti ·
Honduras ·
Hongarije ·
Hongkong ·
IJsland ·
India ·
Indonesië ·
Irak ·
Iran ·
Israël ·
Italië ·
Ivoorkust ·
Jamaica ·
Japan ·
Jemen ·
Joegoslavië ·
Jordanië ·
Kameroen ·
Kazachstan ·
Kenia ·
Kirgizië ·
Koeweit ·
Kroatië ·
Laos ·
Letland ·
Libanon ·
Libië ·
Luxemburg ·
Macau ·
Malediven ·
Maleisië ·
Mali ·
Malta ·
Marokko ·
Mexico ·
Moldavië ·
Mongolië ·
Myanmar ·
Nederland ·
Nepal ·
Nieuw-Zeeland ·
Nigeria ·
Noord-Ierland ·
Noord-Korea ·
Noord-Macedonië ·
Noorwegen ·
Oekraïne ·
Oezbekistan ·
Oman ·
Pakistan ·
Palestina ·
Panama ·
Paraguay ·
Peru ·
Polen ·
Portugal ·
Qatar ·
Roemenië ·
Rusland ·
Saoedi-Arabië ·
Schotland ·
Senegal ·
Servië ·
Servië en Montenegro ·
Singapore ·
Slowakije ·
Soedan ·
Spanje ·
Sri Lanka ·
Syrië ·
Tadzjikistan ·
Taiwan ·
Thailand ·
Togo ·
Trinidad en Tobago ·
Tsjechië ·
Tunesië ·
Turkije ·
Turkmenistan ·
Uruguay ·
Venezuela ·
Verenigde Arabische Emiraten ·
Verenigde Staten ·
Vietnam ·
Wales ·
Wit-Rusland ·
Zambia ·
Zuid-Jemen ·
Zuid-Vietnam ·
Zweden ·
Zwitserland
Algerije (2014) · 
Australië (2015, 2) ·
België (2014) · 
Duitsland (2018) · 
Frankrijk (2006) · 
Griekenland (2010) ·
Mexico (2018) ·
Nigeria (2010) · 
Portugal (2022) · 
Rusland (2014) · 
Togo (2006) · 
Zweden (2018) ·
Zwitserland (2006)
AFC-zone: Afghanistan · Australië · Bahrein · Bangladesh · Bhutan · Brunei · Cambodja · China · Chinees Taipei · Filipijnen · Guam · Hongkong · India · Indonesië · Iran · Irak · Japan · Jemen · Jordanië · Koeweit · Kirgizië · Laos · Libanon · Macau · Maleisië · Maldiven · Mongolië · Myanmar · Nepal · Noord-Korea · Oezbekistan · Oman · Oost-Timor · Pakistan · Palestina · Qatar · Saoedi-Arabië · Singapore · Sri Lanka · Syrië · Tadjikistan · Thailand · Turkmenistan · Verenigde Arabische Emiraten · Vietnam · Zuid-Korea

CAF-zone: Algerije · Angola · Benin · Botswana · Burkina Faso · Burundi · Centraal-Afrikaanse Republiek · Comoren · Congo-Brazzaville · Congo-Kinshasa · Djibouti · Egypte · Equatoriaal-Guinea · Eritrea · Ethiopië · Gabon · Gambia · Ghana · Guinee · Guinee-Bissau · Ivoorkust · Kaapverdië · Kameroen · Kenia · Lesotho · Liberia · Libië · Madagaskar · Malawi · Mali · Mauritanië · Mauritius · Marokko · Mozambique · Namibië · Niger · Nigeria · Oeganda · Rwanda · Sao Tomé en Principe · Senegal · Seychellen · Sierra Leone · Soedan · Somalië · Swaziland · Tanzania · Togo · Tsjaad · Tunesië · Zambia · Zimbabwe · Zuid-Afrika · Zuid-Soedan 

CONCACAF-zone: Amerikaanse Maagdeneilanden · Anguilla · Antigua en Barbuda · Aruba · Bahama's · Barbados · Belize · Bermuda · Britse Maagdeneilanden · Canada · Kaaimaneilanden · Costa Rica · Cuba · Curaçao · Dominica · Dominicaanse Republiek · El Salvador · Frans Guyana · Grenada · Guadeloupe · Guatemala · Guyana · Haïti · Honduras · Jamaica · Martinique · Mexico · Montserrat · 
Nicaragua · Panama · Puerto Rico · Saint Kitts en Nevis · Saint Lucia · Saint Vincent en de Grenadines · Sint Maarten · Suriname · Trinidad en Tobago · Turks- en Caicoseilanden · Verenigde Staten

CONMEBOL-zone: Argentinië · Bolivia · Brazilië · Chili · Colombia · Ecuador · Paraguay · Peru · Uruguay · Venezuela

OFC-zone: Amerikaans-Samoa · Cookeilanden · Fiji · Nieuw-Caledonië · Nieuw-Zeeland · Papoea-Nieuw-Guinea · Samoa · Salomoneilanden · Tahiti · Tonga · Vanuatu

UEFA-zone: Albanië · Andorra · Armenië · Azerbeidzjan · België · Bosnië en Herzegovina · Bulgarije · Cyprus · Denemarken · Duitsland · Engeland · Estland · Faeröer · Finland · Frankrijk · Georgië · Gibraltar · Griekenland · Hongarije · IJsland · Ierland · Israël · Italië · Kazachstan · Kosovo · Kroatië · Letland · Liechtenstein · Litouwen · Luxemburg · Macedonië · Malta · Moldavië · Montenegro · Nederland · Noord-Ierland · Noorwegen · Oekraïne · Oostenrijk · Polen · Portugal · Roemenië · Rusland · San Marino · Schotland · Servië · Slovenië · Slowakije · Spanje · Tsjechië · Turkije · Wales · Wit-Rusland · Zweden · Zwitserland